# Transports en commun de Creil
Le réseau AXO est un réseau de transport en commun appartenant à la communauté d'agglomération Creil Sud Oise et exploité par le groupe RATP Dev depuis le 1er septembre 2019. Le réseau dessert principalement le territoire de l'intercommunalité et, dans une moindre mesure, Verneuil-en-Halatte toutes situées dans le département de l'Oise en région Hauts-de-France.

## Historique

### Transport municipal de Creil
En 1958, les Transports Evrard proposent à la ville de Creil la mise à l'essai d'un service de transport urbain. Ce service est mis en place le 3 novembre 1958 pour une durée d'un an et relie la gare de Creil à la cité Biondi située sur le plateau. Une convention signée entre la ville et le transporteur prévoit qu'aucune subvention ne sera versée au transporteur. Face à une forte fréquentation, le service se poursuit les années suivantes.

### Création du réseau de transport du District
En décembre 1962, les communes de Creil, Montataire et Nogent-sur-Oise se regroupent afin de former le District Urbain de Creil. Cette structure permet à ces dernières de mener différents projets structurants dont le développement d'un réseau de transport en commun. Toutefois en novembre 1964, le District est dissous pour vice de forme, le projet de réseau de transport est alors repoussé.
Alors que le réseau de transport se préparait, les Transports Evrard s'étaient associés avec deux autres transporteurs locaux, à savoir les Autobus Routiers de l'Oise (ARO) basés à Clermont et la Société des Transports Routiers de Voyageurs (STRV) basée à Senlis. Cette association donne naissance le 21 septembre 1964 à la Société des Transports Urbains du District de Creil (STUDIC). Le capital de la STUDIC était réparti équitablement entre les trois sociétés.
Le 20 mars 1965, le District Urbain de Creil est recréé et regroupe Creil, Montataire, Nogent-sur-Oise et Villers-Saint-Paul. Le premier réseau de transport du District est mis en service le 3 janvier 1966 et est composé de trois lignes :
- la ligne A correspondant au service urbain déjà présent et exploité par les Transports Evrard ;
- la ligne B reliant Creil à Montataire et exploitée par la STRV ;
- la ligne C reliant Creil à Nogent-sur-Oise et exploitée par les ARO.

Au début de l'année 1967, l'itinéraire de la ligne A est modifié afin de desservir le nouveau quartier des Cavées.
En 1972, la STRV cesse sa participation à l'exploitation du réseau, jugeant le secteur de Creil trop éloigné de son dépôt de Senlis. L'exploitation de la ligne B est alors reprise équitablement par les Transports Evrard et les ARO.

### Création du STAC
Dans le courant de l'année 1975, le District sollicite le Centre d'études techniques de l'Équipement (CETE) Nord-Picardie afin de mener une étude de restructuration du réseau de transport. Le CETE rend ses conclusions en décembre 1978. Il prévoit la création de six lignes :
- la ligne 1 reliant la gare de Creil au Plateau Rouher et l'hôpital ;
- la ligne 2 reliant la gare de Creil aux quartiers du Moulin et des Cavées ;
- la ligne 3 reprenant la desserte de la ligne B ;
- la ligne 4 reliant la gare de Creil aux quartiers Saint-Exupéry et des Granges à Nogent-sur-Oise ;
- la ligne 5 reliant la gare de Creil à Villers-Saint-Paul en passant par la place de la République à Nogent-sur-Oise ;
- la ligne 6 assurant la desserte interne du plateau de Creil.

Le mode d'exploitation du réseau est également modifié. Jusqu'ici, les transporteurs assurait l'exploitation avec leurs propres moyens et sans subventions. Le District fait l'acquisition d'autobus neufs et signe une convention de gérance avec la STUDIC. La STUDIC devient le STAC (Service de Transport de l'Agglomération Creilloise) et se voit confiés les véhicules acquis par le District. Le dépôt des Transports Evrard devient également le dépôt du STAC où tous les véhicules, y compris ceux du sous-traitant ARO, sont remisés et entretenus.
Le nouveau réseau est lancé le 8 octobre 1979.

### Développements du STAC
En 1980, le STAC transporte plus de 2,5 millions de passagers.
À la rentrée de septembre 1981, une ligne 7 est créée reliant la gare de Creil et le nouveau quartier Herriot à Nogent-sur-Oise.
Deux ans plus tard, à la rentrée de septembre 1983, trois nouvelles lignes voient le jour :
- la ligne 8 reliant le Plateau de Creil à Montataire et disposant de deux services spécifiques 8A et 8B desservant le lycée Marie Curie de Nogent-sur-Oise depuis le Plateau et Montataire ;
- la ligne 9 reliant la gare de Creil au lycée Marie Curie de Nogent-sur-Oise ;
- la ligne 10 reliant la gare de Creil à la zone industrielle de Nogent-sur-Oise[1].

Le parc de véhicules est progressivement renouvelé à partir de 1986 avec notamment l'acquisition de véhicules articulés pour faire face à l'augmentation de la fréquentation.
En 1998, le STAC est reconduit pour l'exploitation du réseau. Les premiers véhicules dotés d'un plancher bas sont également mis en service. Une nouvelle ligne « Express Malraux » est également créée reliant Villers-Saint-Paul et Nogent-sur-Oise au lycée André Malraux de Montataire.

### Les années 2000
Au cours de l'été 2000, l'identité visuelle du STAC est renouvelée. En septembre de la même année, trois nouvelles lignes sont créés :
- la ligne 12 reliant la gare de Creil à l'arrêt Somasco à Nogent-sur-Oise ;
- la ligne 14 reliant la place de la République de Nogent-sur-Oise au hameau de Magenta à Montataire ;
- la ligne 16 reliant la gare de Creil et l'hôpital avec une liaison directe[1].

Toutefois ces nouvelles lignes sont rapidement abandonnées. Les lignes 12 et 14 sont supprimées respectivement à l'été 2001 et le 2 avril 2002, par manque de fréquentation et la ligne 16 est incorporée à la ligne 1 en 2004.
En 2004, le STAC est une nouvelle fois renouvelé à l'exploitation du réseau.
En décembre 2006, le Syndicat Mixte des Transports en Commun de l'Oise (SMTCO) est créé. Ce syndicat regroupe l'ensemble des autorités organisatrices de transports présentes dans le département de l'Oise. Il a notamment pour mission de coordonner les services de transports du département, de mettre en place un système d'information et de billettique unique à l'échelle du département et de soutenir le développement des transports publics. La communauté de communes de l'agglomération creilloise, qui remplace le District depuis 1999, en est membre.

### Arrivée de Keolis
Le 7 mai 2008, les Transports Evrard sont vendus au groupe Keolis. Quelques jours plus tard, le 29 mai, Keolis rachète la participation de CAB-ARO (filiale de Veolia Transport) et devient alors unique actionnaire du STAC.
À partir de 2010, le SISMO (Système Intégré des Services à la Mobilité dans l'Oise) est progressivement déployé dans le département. Ce système combine un système d'information voyageur et un système de billettique interopérable. Les véhicules du STAC sont progressivement équipés de nouveaux valideurs, de terminaux pour les conducteurs et d'un système d'annonces visuelles et sonores. Le système d'information voyageur est progressivement mis en service à la fin de l'année 2010. Quant au nouveau système de billettique, il est progressivement déployé à partir de septembre 2011,.
Le 1er juillet 2011, Keolis et le STAC sont reconduit à l'exploitation du réseau de transport pour une durée de 8 ans. Ce nouveau contrat prévoit la refonte du réseau ainsi que la construction d'un nouveau dépôt à la charge du délégataire. Ce dépôt sera toutefois rétrocédé à l'agglomération en cas de perte du contrat.

### Refonte du réseau en 2012
Le 2 avril 2012, le réseau est restructuré. Il est composé de cinq lignes urbaines:
- la ligne A reliant Montataire à l'hôpital en desservant la gare de Creil et le Plateau Rouher ;
- la ligne B reliant le quartier Herriot de Nogent-sur-Oise à l'hôpital en desservant la gare de Creil et les quartiers du Moulin et des Cavées ;
- la ligne C partant de l'arrêt Saint-Exupéry et traversant la majorité de Nogent-sur-Oise pour aboutir à la gare de Creil. Elle est prolongée à certaines heures jusqu'à l'hôpital via le Plateau Rouher.
- la ligne D reliant Villers-Saint-Paul à la gare de Creil. Elle est prolongée à certaines heures jusqu'à l'hôpital en desservant les quartiers du Moulin et des Cavées ainsi que la zone commerciale de Saint-Maximin.
- la ligne E reliant la gare de Creil au cinéma Pathé de Montataire en passant par le lycée Marie Curie de Nogent-sur-Oise.

Ce nouveau réseau est également composé de trois services baptisés Flexo et permettant en soirée de desservir les arrêts demandés par les usagers au conducteur depuis la gare de Creil. Trois lignes dites Resago nécessitant une réservation au préalable sont créés :
- la ligne R1 reliant la gare de Creil et la zone industrielle de Villers-Saint-Paul ;
- la ligne R2 reliant la gare de Creil au parc Alata de Verneuil-en-Halatte ;
- la ligne R3 reliant la gare de Creil à Saint-Vaast-lès-Mello.

Les anciennes lignes 8, 8b, Express Curie et Express Malraux sont conservées en guise de lignes scolaires.
Une nouvelle identité visuelle est également adoptée, les véhicules arborent une nouvelle livrée d'abord blanche puis violette.
En décembre 2014, le nouveau dépôt construit par Keolis est inauguré et mis en service. Celui-ci est situé dans la zone industrielle du Marais à Villers-Saint-Paul. Il permet de rassembler sur un unique site l'administration, le remisage, le lavage et la maintenance des véhicules du réseau. Par la même occasion, la société exploitante prend le nom de Keolis Creil Agglo, la dénomination commerciale du réseau reste toujours STAC.

### Création de l'ACSO
Le 1er janvier 2017, la communauté de l'agglomération creilloise (CAC) et la communauté de communes Pierre - Sud - Oise fusionnent et forment la communauté d'agglomération Creil Sud Oise (ACSO). Cette nouvelle agglomération est dotée de la compétence des transports et hérite donc du réseau de la CAC mais également du réseau Pierre Sud Oise Transport exploité par Keolis Evrard. Les deux réseaux sont conservés jusqu'à l'expiration des contrats d'exploitation des deux réseaux en 2019, la nouvelle agglomération souhaitant réaliser un unique appel d'offres. La tarification entre les deux réseaux est harmonisé et les correspondances sont autorisées.
À la même période, la ligne sur réservation Resago 2 est transformée en ligne régulière baptisée « Express Alata ».
Au mois de mai 2017, le premier véhicule hybride du réseau est inauguré. Il s'agit d'un GX 337 du constructeur Heuliez.

### Arrivée de RATP Dev
Le 1er septembre 2019, l'exploitation des réseaux STAC et PSO (Pierre Sud Oise Transport) est confiée au groupe RATP Dev et sa filiale RD Creil pour une durée de 7 ans. La nouvelle délégation de service public prévoit « une plus grande amplitude horaire (début du service à 4h30 au lieu de 5 heures et fin à 1 heure contre 23 heures), davantage de bus aux heures de pointe, des nouvelles lignes, une couverture plus large du territoire avec une desserte des communes de la vallée du Thérain, la mise en place d'un service de location de vélos ». Cette restructuration est prévue pour le 1er septembre 2020. Les deux réseaux STAC et PSO sont regroupés sous la bannière STAC, les lignes ne sont toutefois pas modifiées.
La pandémie de Covid-19 retarde la restructuration du réseau à l'année 2021.

### Naissance du réseau AXO
Le 29 mars 2021, la nouvelle marque des transports de l'agglomération est présentée, il s'agit de « AXO » en référence à l'ACSO. Cette nouvelle marque est d'abord portée par le nouveau service de transport à la demande AXO+ mis en service à cette date,.
Au mois de mai 2021, un service de location de vélos à assistance électrique baptisé « Vélo AXO » est créé. Ce service permet aux résidents de l'ACSO de louer un vélo à assistance électrique pour une durée allant de 1 à 12 mois.
Le 30 août 2021, le nouveau réseau AXO est mis en place. Ce dernier est composé de huit lignes régulières et sept lignes scolaires. L'offre est renforcée sur les lignes principales avec une fréquence de passage plus élevée et une amplitude horaire plus grande.
À la rentrée de septembre 2022, la ligne S4 est supprimée.
Le 10 juillet 2023, avec le renouvellement du SISMO, le Pass Oise Mobilité qui était le support unique des titres de transport du département est remplacé par la carte Pass Pass. Cette dernière permet de se déplacer sur la plupart des réseaux de transports de la région Hauts-de-France.

## Réseau actuel
Au 1er septembre 2023, le réseau est composé de 8 lignes régulières, de 6 lignes scolaires et de 4 lignes de transport à la demande.

### Lignes régulières
| Ligne | Caractéristiques | Caractéristiques                                                                                                  | Caractéristiques                                                                                                  | Caractéristiques                                                                                                  | Caractéristiques                                                                                                  | Caractéristiques                                                                                                  | Caractéristiques                                                                                                  | Caractéristiques                                                                                                  | Caractéristiques                                                                                                  |
| A     | Montataire – Mairie – (Guy Môquet ou Place de la Mairie) ⥋ Creil – Hôpital / Saint-Maximin – Révolution Française | Montataire – Mairie – (Guy Môquet ou Place de la Mairie) ⥋ Creil – Hôpital / Saint-Maximin – Révolution Française | Montataire – Mairie – (Guy Môquet ou Place de la Mairie) ⥋ Creil – Hôpital / Saint-Maximin – Révolution Française | Montataire – Mairie – (Guy Môquet ou Place de la Mairie) ⥋ Creil – Hôpital / Saint-Maximin – Révolution Française | Montataire – Mairie – (Guy Môquet ou Place de la Mairie) ⥋ Creil – Hôpital / Saint-Maximin – Révolution Française | Montataire – Mairie – (Guy Môquet ou Place de la Mairie) ⥋ Creil – Hôpital / Saint-Maximin – Révolution Française | Montataire – Mairie – (Guy Môquet ou Place de la Mairie) ⥋ Creil – Hôpital / Saint-Maximin – Révolution Française | Montataire – Mairie – (Guy Môquet ou Place de la Mairie) ⥋ Creil – Hôpital / Saint-Maximin – Révolution Française | Montataire – Mairie – (Guy Môquet ou Place de la Mairie) ⥋ Creil – Hôpital / Saint-Maximin – Révolution Française |
| ----- | --- | --- | --- | --- | --- | --- | --- | --- | --- |
| A     | Ouverture / Fermeture 30 août 2021 / — | Longueur 16,8 km                                                                                                  | Durée 45-60 min                                                                                                   | Nb. d’arrêts 44                                                                                                   | Matériel Standards Articulés                                                                                      | Jours de fonctionnement L, Ma, Me, J, V, S, D                                                                     | Jour / Soir / Nuit / Fêtes O / O / N / O                                                                          | Voy. / an — | Exploitant RD Creil                                                                                               |
| A     | Desserte : - Communes : Montataire – Creil – Nogent-sur-Oise – Saint-Maximin - Principaux lieux desservis : Mairie de Montataire, Stade Kléber-Sellier, Collège Anatole France, Piscine intercommunale de Montataire, Coulée verte de Montataire, Espace Esla Triolet, Complexe sportif Armand Bellard, Complexe sportif André Malraux, Lycée André Malraux, Stade Marcel Coene, Pôle emploi de Montataire, Gare de Montataire, Parc du Château de Montataire, Château de Montataire, Gare de Creil, Île Saint-Maurice, Hôtel de ville de Creil, Piscine de Creil, Musée Gallé-Juillet, Théâtre et cinéma La Faïencerie, Centre-ville de Creil, Lycée Jules Uhry, Cimetière Verdun de Creil, Complexe sportif Roger Salengro, Plateau Rouher, Centre hospitalier de Creil, Collège Gabriel Havez, Espace sportif du Champ de Mars, Zone commerciale de Saint-Maximin, Centre commercial Cora Saint-Maximin. - Arrêts non accessibles aux personnes à mobilité réduite : Ginisti, Croizat, Sémard, Jean Jaurès, Gournay (vers Montataire), Verdun (vers Montataire), Plaine de Jeux, Porte de Creil (vers Saint-Maximin), Fraternité, Montagnards, Valmy, Simone Veil. | | | | | | | | |
| A     | Autre : - Amplitude horaire et fréquence : - du lundi au vendredi en période scolaire : de 5 h 0 à 22 h 40 avec un bus toutes les 10 minutes en heures de pointe et toutes les 14 minutes en heures creuses. - du lundi au vendredi durant les vacances scolaires : de 5 h 5 à 22 h 40 avec un bus toutes les 12 minutes en heures de pointe et toutes les 14 minutes en heures creuses. - samedis : de 5 h 0 à 22 h 40 avec un bus toutes les 20 à 25 minutes. - dimanches et jours fériés : de 8 h 45 à 21 h 20 avec un bus toutes les 60 minutes. - Particularités : - Les arrêts Croizat et Sémard ne sont desservis qu'une fois par heure uniquement du lundi au vendredi. - La desserte de Révolution Française n'est effectuée qu'une fois par heure du lundi au samedi. - Date de dernière mise à jour : 3 septembre 2023. | | | | | | | | |
| A     | Dernière actualisation : — | | | | | | | | |
| B     | Creil – Hôpital ⥋ Montataire – Zola | Creil – Hôpital ⥋ Montataire – Zola                                                                               | Creil – Hôpital ⥋ Montataire – Zola                                                                               | Creil – Hôpital ⥋ Montataire – Zola                                                                               | Creil – Hôpital ⥋ Montataire – Zola                                                                               | Creil – Hôpital ⥋ Montataire – Zola                                                                               | Creil – Hôpital ⥋ Montataire – Zola                                                                               | Creil – Hôpital ⥋ Montataire – Zola                                                                               | Creil – Hôpital ⥋ Montataire – Zola                                                                               |
| B     | Ouverture / Fermeture 30 août 2021 / — | Longueur 9,8 km                                                                                                   | Durée 50 min | Nb. d’arrêts 33                                                                                                   | Matériel Standards Articulés                                                                                      | Jours de fonctionnement L, Ma, Me, J, V, S, D                                                                     | Jour / Soir / Nuit / Fêtes O / O / N / O                                                                          | Voy. / an — | Exploitant RD Creil                                                                                               |
| B     | Desserte : - Communes : Creil – Nogent-sur-Oise – Montataire - Principaux lieux desservis : Centre hospitalier de Creil, Collège Gabriel Havez, Espace sportif du Champ de Mars, Quartier des Cavées, Collège Jean-Jacques Rousseau, Quartier du Moulin, Médiathèque Jean-Pierre Besse, Centre-ville de Creil, Lycée Jules Uhry, Théâtre et cinéma La Faïencerie, Piscine de Creil, Musée Gallé-Juillet, Hôtel de ville de Creil, Île Saint-Maurice, Gare de Creil, Parc Hebert, Médiathèque Maurice Schumann, Hôtel de ville de Nogent-sur-Oise, Place des Trois Rois, Quartier des Granges, Complexe sportif Marie Curie, Lycée Marie Curie, Communauté d'agglomération Creil Sud Oise, Parc d'activités européen Les Marches de l'Oise, Cinéma Pathé de Montataire. - Arrêts non accessibles aux personnes à mobilité réduite : Verlaine, Becquerel, Foyer, Chevalier, Les Marches de l'Oise. | | | | | | | | |
| B     | Autre : - Amplitude horaire et fréquence : - du lundi au vendredi en période scolaire : de 5 h 5 à 22 h 30 avec un bus toutes les 10 minutes en heures de pointe et toutes les 20 minutes en heures creuses. - du lundi au vendredi durant les vacances scolaires : de 5 h 5 à 22 h 30 avec un bus toutes les 20 minutes. - samedis : de 5 h 5 à 22 h 30 avec un bus toutes les 20 à 25 minutes. - dimanches et jours fériés : de 8 h 50 à 21 h 15 avec un bus toutes les 60 minutes. - Particularités : - L'arrêt Carpeaux n'est desservi que deux fois le matin en direction de Montataire et deux fois le soir en direction de Hôpital uniquement du lundi au samedi. - Du lundi au vendredi en période scolaire, lors des heures de pointe, un bus sur deux ne circulent qu'entre Hôpital et Creil – Gare SNCF. - Date de dernière mise à jour : 3 septembre 2023. | | | | | | | | |
| B     | Dernière actualisation : — | | | | | | | | |
| C1    | (Circulaire) Creil – Gare SNCF ⥋ via Herriot, Saint-Exupéry, République | (Circulaire) Creil – Gare SNCF ⥋ via Herriot, Saint-Exupéry, République                                           | (Circulaire) Creil – Gare SNCF ⥋ via Herriot, Saint-Exupéry, République                                           | (Circulaire) Creil – Gare SNCF ⥋ via Herriot, Saint-Exupéry, République                                           | (Circulaire) Creil – Gare SNCF ⥋ via Herriot, Saint-Exupéry, République                                           | (Circulaire) Creil – Gare SNCF ⥋ via Herriot, Saint-Exupéry, République                                           | (Circulaire) Creil – Gare SNCF ⥋ via Herriot, Saint-Exupéry, République                                           | (Circulaire) Creil – Gare SNCF ⥋ via Herriot, Saint-Exupéry, République                                           | (Circulaire) Creil – Gare SNCF ⥋ via Herriot, Saint-Exupéry, République                                           |
| C1    | Ouverture / Fermeture 30 août 2021 / — | Longueur 12,3 km                                                                                                  | Durée 40-45 min                                                                                                   | Nb. d’arrêts 30                                                                                                   | Matériel Standards Articulés                                                                                      | Jours de fonctionnement L, Ma, Me, J, V, S, D                                                                     | Jour / Soir / Nuit / Fêtes O / O / N / O                                                                          | Voy. / an — | Exploitant RD Creil                                                                                               |
| C1    | Desserte : - Communes : Creil – Nogent-sur-Oise – Montataire - Principaux lieux desservis : Gare de Creil, Centre-ville de Creil, Lycée Marie Curie, Complexe sportif Marie Curie, Collège Édouard Herriot, Parc Hebert, Place des Trois Rois, Hôtel de ville de Nogent-sur-Oise, Quartier des Granges, Collège Marcel Callo, Collège Marcelin Berthelot, Centre de loisirs de Nogent-sur-Oise, Centre commercial Auchan Nogent-sur-Oise. - Arrêts non accessibles aux personnes à mobilité réduite : Mauriac, Branly, Faidherbe, Jean Moulin, Le Lech, Deneux, Saint-Just. | | | | | | | | |
| C1    | Autre : - Amplitude horaire et fréquence : - du lundi au vendredi en période scolaire : de 5 h 10 à 22 h 30 avec un bus toutes les 30 minutes. - du lundi au vendredi durant les vacances scolaires : de 5 h 10 à 22 h 30 avec un bus toutes les 30 à 35 minutes. - samedis : de 5 h 10 à 22 h 30 avec un bus toutes les 30 minutes. - dimanches et jours fériés : de 8 h 55 à 21 h 10 avec un bus toutes les 60 à 70 minutes. - Particularités : - Certaines courses ne sont effectuées qu'entre Creil – Gare SNCF et Saint-Exupéry ou entre Saint-Exupéry et Creil – Gare SNCF. - Date de dernière mise à jour : 3 septembre 2023. | | | | | | | | |
| C1    | Dernière actualisation : — | | | | | | | | |
| C2    | (Circulaire) Creil – Gare SNCF ⥋ via République, Saint-Exupéry, Herriot | (Circulaire) Creil – Gare SNCF ⥋ via République, Saint-Exupéry, Herriot                                           | (Circulaire) Creil – Gare SNCF ⥋ via République, Saint-Exupéry, Herriot                                           | (Circulaire) Creil – Gare SNCF ⥋ via République, Saint-Exupéry, Herriot                                           | (Circulaire) Creil – Gare SNCF ⥋ via République, Saint-Exupéry, Herriot                                           | (Circulaire) Creil – Gare SNCF ⥋ via République, Saint-Exupéry, Herriot                                           | (Circulaire) Creil – Gare SNCF ⥋ via République, Saint-Exupéry, Herriot                                           | (Circulaire) Creil – Gare SNCF ⥋ via République, Saint-Exupéry, Herriot                                           | (Circulaire) Creil – Gare SNCF ⥋ via République, Saint-Exupéry, Herriot                                           |
| C2    | Ouverture / Fermeture 30 août 2021 / — | Longueur 11,4 km                                                                                                  | Durée 45 min | Nb. d’arrêts 30                                                                                                   | Matériel Standards Articulés                                                                                      | Jours de fonctionnement L, Ma, Me, J, V, S, D                                                                     | Jour / Soir / Nuit / Fêtes O / O / N / O                                                                          | Voy. / an — | Exploitant RD Creil                                                                                               |
| C2    | Desserte : - Communes : Creil – Nogent-sur-Oise – Montataire - Principaux lieux desservis : Gare de Creil, Centre-ville de Creil, Centre commercial Auchan Nogent-sur-Oise, Centre de loisirs de Nogent-sur-Oise, Collège Marcelin Berthelot, Cimetière de Nogent-sur-Oise, Collège Marcel Callo, Hôtel de ville de Nogent-sur-Oise, Place des Trois Rois, Quartier des Granges, Collège Édouard Herriot, Complexe sportif Marie Curie, Lycée Marie Curie. - Arrêts non accessibles aux personnes à mobilité réduite : Sémard, Frères Péraux, Saint-Just, Véret, Le Lech, Faidherbe, Branly, Pasteur, Mauriac, Hoche. | | | | | | | | |
| C2    | Autre : - Amplitude horaire et fréquence : - du lundi au vendredi en période scolaire : de 5 h 15 à 22 h 35 avec un bus toutes les 30 minutes. - du lundi au vendredi durant les vacances scolaires : de 5 h 15 à 22 h 35 avec un bus toutes les 30 minutes. - samedis : de 5 h 15 à 22 h 35 avec un bus toutes les 30 à 35 minutes. - dimanches et jours fériés : de 9 h 0 à 21 h 15 avec un bus toutes les 60 à 70 minutes. - Particularités : - Certaines courses ne sont effectuées qu'entre Creil – Gare SNCF et Saint-Exupéry ou entre Saint-Exupéry et Creil – Gare SNCF. - Date de dernière mise à jour : 3 septembre 2023. | | | | | | | | |
| C2    | Dernière actualisation : — | | | | | | | | |
| D     | Villers-Saint-Paul – Z.I. Villers ⥋ Creil – Gare SNCF / Saint-Leu-d'Esserent – Place de la République | Villers-Saint-Paul – Z.I. Villers ⥋ Creil – Gare SNCF / Saint-Leu-d'Esserent – Place de la République             | Villers-Saint-Paul – Z.I. Villers ⥋ Creil – Gare SNCF / Saint-Leu-d'Esserent – Place de la République             | Villers-Saint-Paul – Z.I. Villers ⥋ Creil – Gare SNCF / Saint-Leu-d'Esserent – Place de la République             | Villers-Saint-Paul – Z.I. Villers ⥋ Creil – Gare SNCF / Saint-Leu-d'Esserent – Place de la République             | Villers-Saint-Paul – Z.I. Villers ⥋ Creil – Gare SNCF / Saint-Leu-d'Esserent – Place de la République             | Villers-Saint-Paul – Z.I. Villers ⥋ Creil – Gare SNCF / Saint-Leu-d'Esserent – Place de la République             | Villers-Saint-Paul – Z.I. Villers ⥋ Creil – Gare SNCF / Saint-Leu-d'Esserent – Place de la République             | Villers-Saint-Paul – Z.I. Villers ⥋ Creil – Gare SNCF / Saint-Leu-d'Esserent – Place de la République             |
| D     | Ouverture / Fermeture 30 août 2021 / — | Longueur 19,3 km                                                                                                  | Durée 60 min | Nb. d’arrêts 39                                                                                                   | Matériel Standards Articulés                                                                                      | Jours de fonctionnement L, Ma, Me, J, V, S, D                                                                     | Jour / Soir / Nuit / Fêtes O / O / N / O                                                                          | Voy. / an — | Exploitant RD Creil                                                                                               |
| D     | Desserte : - Communes : Villers-Saint-Paul – Nogent-sur-Oise – Creil – Saint-Maximin – Saint-Leu-d'Esserent - Principaux lieux desservis : Stade André Pétenot, Zone d'activités Villers-Rieux, Espace Pierre Perret, Collège Émile Lambert, Hôtel de ville de Villers-Saint-Paul, Bibliothèque Colette, Parc de la Brêche, Complexe sportif Georges Lenne, Centre nautique de Nogent-sur-Oise - Villers-Saint-Paul, Centre de loisirs de Nogent-sur-Oise, Centre commercial Auchan Nogent-sur-Oise, Gare de Creil, Centre-ville de Creil, Île Saint-Maurice, Piscine de Creil, Musée Gallé-Juillet, Théâtre et cinéma La Faïencerie, Hôtel de ville de Creil, Lycée Jules Uhry, Cimetière Verdun de Creil, Espace sportif du Champ de Mars, Zone commerciale de Saint-Maximin, Centre commercial Cora Saint-Maximin, Lycée professionnel Donation de Rotschild, Cimetière de Saint-Maximin, Maison de la Pierre du Sud de l'Oise, Mairie de Saint-Maximin, Stade Thierry Doret, Gare de Saint-Leu-d'Esserent, Parc de la Garenne, Centre-ville de Saint-Leu-d'Esserent. - Arrêts non accessibles aux personnes à mobilité réduite : Verlaine, Plaine de Jeux, Porte de Creil (vers Saint-Leu-d'Esserent), Fraternité, Montagnards, Valmy, Simone Veil, Commune de Paris, Marseillaise, Vieux Moulin (vers Saint-Leu-d'Esserent), Dewaële, Saint-Maximin – Mairie, Saint-Maximin – Croizat, Place de la République. | | | | | | | | |
| D     | Autre : - Amplitude horaire et fréquence : - du lundi au vendredi en période scolaire : de 5 h 10 à 22 h 30 avec un bus toutes les 30 minutes. - du lundi au vendredi durant les vacances scolaires : de 5 h 10 à 22 h 30 avec un bus toutes les 30 minutes. - samedis : de 5 h 10 à 22 h 35 avec un bus toutes les 30 à 35 minutes. - dimanches et jours fériés : de 9 h 0 à 21 h 10 avec un bus toutes les 60 à 70 minutes. - Particularités : - La desserte de Saint-Leu d'Esserent n'est effectuée que par un bus sur deux du lundi au samedi. - Date de dernière mise à jour : 3 septembre 2023. | | | | | | | | |
| D     | Dernière actualisation : — | | | | | | | | |
| E     | Saint-Leu-d'Esserent – Collège Jules Vallès ⥋ Chantilly – Gare | Saint-Leu-d'Esserent – Collège Jules Vallès ⥋ Chantilly – Gare                                                    | Saint-Leu-d'Esserent – Collège Jules Vallès ⥋ Chantilly – Gare                                                    | Saint-Leu-d'Esserent – Collège Jules Vallès ⥋ Chantilly – Gare                                                    | Saint-Leu-d'Esserent – Collège Jules Vallès ⥋ Chantilly – Gare                                                    | Saint-Leu-d'Esserent – Collège Jules Vallès ⥋ Chantilly – Gare                                                    | Saint-Leu-d'Esserent – Collège Jules Vallès ⥋ Chantilly – Gare                                                    | Saint-Leu-d'Esserent – Collège Jules Vallès ⥋ Chantilly – Gare                                                    | Saint-Leu-d'Esserent – Collège Jules Vallès ⥋ Chantilly – Gare                                                    |
| E     | Ouverture / Fermeture 30 août 2021 / — | Longueur 13,8 km                                                                                                  | Durée 35-40 min                                                                                                   | Nb. d’arrêts 13                                                                                                   | Matériel Crossway                                                                                                 | Jours de fonctionnement L, Ma, Me, J, V                                                                           | Jour / Soir / Nuit / Fêtes O / O / N / N                                                                          | Voy. / an — | Exploitant CFTM                                                                                                   |
| E     | Desserte : - Communes : Saint-Leu-d'Esserent – Saint-Maximin – Chantilly - Principaux lieux desservis : Collège Jules Vallès, Complexe sportif Pascal Grousset, Centre-ville de Saint-Leu-d'Esserent, Gare de Saint-Leu-d'Esserent, Parc de la Garenne, Stade Thierry Doret, Mairie de Saint-Maximin, Maison de la Pierre du Sud de l'Oise, Cimetière de Saint-Maximin, Gare de Chantilly - Gouvieux. | | | | | | | | |
| E     | Autre : - Amplitude horaire et fréquence : - du lundi au vendredi : de 6 h 0 à 20 h 50 avec cinq départs de Saint-Leu-d'Esserent et huit départs de Chantilly. - Particularités : - Le mercredi, un départ supplémentaire est effectué depuis Saint-Leu-d'Esserent. - Date de dernière mise à jour : 3 septembre 2023. | | | | | | | | |
| E     | Dernière actualisation : — | | | | | | | | |
| F     | Saint-Leu-d'Esserent – Collège Jules Vallès ⥋ Montataire – Mairie – Guy Môquet | Saint-Leu-d'Esserent – Collège Jules Vallès ⥋ Montataire – Mairie – Guy Môquet                                    | Saint-Leu-d'Esserent – Collège Jules Vallès ⥋ Montataire – Mairie – Guy Môquet                                    | Saint-Leu-d'Esserent – Collège Jules Vallès ⥋ Montataire – Mairie – Guy Môquet                                    | Saint-Leu-d'Esserent – Collège Jules Vallès ⥋ Montataire – Mairie – Guy Môquet                                    | Saint-Leu-d'Esserent – Collège Jules Vallès ⥋ Montataire – Mairie – Guy Môquet                                    | Saint-Leu-d'Esserent – Collège Jules Vallès ⥋ Montataire – Mairie – Guy Môquet                                    | Saint-Leu-d'Esserent – Collège Jules Vallès ⥋ Montataire – Mairie – Guy Môquet                                    | Saint-Leu-d'Esserent – Collège Jules Vallès ⥋ Montataire – Mairie – Guy Môquet                                    |
| F     | Ouverture / Fermeture 30 août 2021 / — | Longueur 7,5 km                                                                                                   | Durée 20-25 min                                                                                                   | Nb. d’arrêts 16                                                                                                   | Matériel Citelis 12 Citelis Line GX 327                                                                           | Jours de fonctionnement L, Ma, Me, J, V                                                                           | Jour / Soir / Nuit / Fêtes O / N / N / N                                                                          | Voy. / an — | Exploitant CFTM                                                                                                   |
| F     | Desserte : - Communes : Saint-Leu-d'Esserent – Thiverny – Montataire - Principaux lieux desservis : Collège Jules Vallès, Complexe sportif Pascal Grousset, Centre-ville de Saint-Leu-d'Esserent, Mairie de Saint-Leu-d'Esserent, Église prieurale de Saint-Leu-d'Esserent, Parc Jacques Duclos, ArcelorMittal Montataire Petit-Thérain, Zone industrielle des Bas Prés, Cimetière de Thiverny, Mairie de Thiverny, Gare de Montataire, Pôle emploi de Montataire, Mairie de Montataire, Stade Marcel Coene. | | | | | | | | |
| F     | Autre : - Amplitude horaire et fréquence : - du lundi au vendredi : de 7 h 15 à 17 h 25 avec cinq départs de Saint-Leu-d'Esserent et trois départs de Montataire. - Particularités : - Le mercredi, un départ supplémentaire est effectué depuis Saint-Leu-d'Esserent. - Date de dernière mise à jour : 3 septembre 2023. | | | | | | | | |
| F     | Dernière actualisation : — | | | | | | | | |
| Alata | Express Alata | Express Alata | Express Alata | Express Alata | Express Alata | Express Alata | Express Alata | Express Alata | Express Alata |
| Alata | (Circulaire) Creil – Gare SNCF ⥋ via Parc Alata | | | | | | | | |
| Alata | Ouverture / Fermeture 2017 / — | Longueur 9,4 km                                                                                                   | Durée 30-35 min                                                                                                   | Nb. d’arrêts 16                                                                                                   | Matériel Citelis 12 Citelis Line GX 327                                                                           | Jours de fonctionnement L, Ma, Me, J, V                                                                           | Jour / Soir / Nuit / Fêtes O / N / N / N                                                                          | Voy. / an — | Exploitant CFTM                                                                                                   |
| Alata | Desserte : - Communes : Creil – Verneuil-en-Halatte - Principaux lieux desservis : Gare de Creil, Centre-ville de Creil, Île Saint-Maurice, Piscine de Creil, Musée Gallé-Juillet, Théâtre et cinéma La Faïencerie, Hôtel de ville de Creil, Lycée Jules Uhry, Parc technologique Alata, Institut national de l'environnement industriel et des risques (INERIS), Zone d'activités de Vaux, Château de Vaux. | | | | | | | | |
| Alata | Autre : - Amplitude horaire et fréquence : - du lundi au vendredi : de 7 h 20 à 9 h 40 et de 15 h 55 à 18 h 30 avec un passage toutes les 30 minutes. - Particularités : - En journée, lorsque la ligne ne circule pas, elle est remplacée par le service de transport à la demande AXO+2. - Date de dernière mise à jour : 3 septembre 2023. | | | | | | | | |
| Alata | Dernière actualisation : — | | | | | | | | |

### Lignes scolaires
| Ligne | Caractéristiques | Caractéristiques                                                                             | Caractéristiques                                                                             | Caractéristiques                                                                             | Caractéristiques                                                                             | Caractéristiques                                                                             | Caractéristiques                                                                             | Caractéristiques                                                                             | Caractéristiques                                                                             |
| S1    | Maysel – Lanterne ⥋ Saint-Leu-d'Esserent – Collège Jules Vallès | Maysel – Lanterne ⥋ Saint-Leu-d'Esserent – Collège Jules Vallès                              | Maysel – Lanterne ⥋ Saint-Leu-d'Esserent – Collège Jules Vallès                              | Maysel – Lanterne ⥋ Saint-Leu-d'Esserent – Collège Jules Vallès                              | Maysel – Lanterne ⥋ Saint-Leu-d'Esserent – Collège Jules Vallès                              | Maysel – Lanterne ⥋ Saint-Leu-d'Esserent – Collège Jules Vallès                              | Maysel – Lanterne ⥋ Saint-Leu-d'Esserent – Collège Jules Vallès                              | Maysel – Lanterne ⥋ Saint-Leu-d'Esserent – Collège Jules Vallès                              | Maysel – Lanterne ⥋ Saint-Leu-d'Esserent – Collège Jules Vallès                              |
| ----- | --- | -------------------------------------------------------------------------------------------- | -------------------------------------------------------------------------------------------- | -------------------------------------------------------------------------------------------- | -------------------------------------------------------------------------------------------- | -------------------------------------------------------------------------------------------- | -------------------------------------------------------------------------------------------- | -------------------------------------------------------------------------------------------- | -------------------------------------------------------------------------------------------- |
| S1    | Ouverture / Fermeture 2 septembre 2021 / — | Longueur 14,6 km                                                                             | Durée 35 min                                                                                 | Nb. d’arrêts 8                                                                               | Matériel Autocars                                                                            | Jours de fonctionnement L, Ma, Me, J, V                                                      | Jour / Soir / Nuit / Fêtes O / N / N / N                                                     | Voy. / an —                                                                                  | Exploitant CFTM                                                                              |
| S1    | Desserte : - Communes : Maysel – Mello – Saint-Vaast-lès-Mello – Cramoisy – Montataire – Saint-Leu-d'Esserent - Principaux lieux desservis : Mairie de Maysel, Hameau de Messie, Gare de Cramoisy, Hameau de Magenta, Parc urbain du Prieuré, Collège Jules Vallès, Complexe sportif Pascal Grousset. |                                                                                              |                                                                                              |                                                                                              |                                                                                              |                                                                                              |                                                                                              |                                                                                              |                                                                                              |
| S1    | Autre : - Amplitude horaire et fréquence : - du lundi au vendredi en période scolaire : de 7 h 20 à 17 h 35 avec deux départs de Maysel le matin et deux départs de Saint-Leu-d'Esserent le soir. - Date de dernière mise à jour : 3 septembre 2023. |                                                                                              |                                                                                              |                                                                                              |                                                                                              |                                                                                              |                                                                                              |                                                                                              |                                                                                              |
| S1    | Dernière actualisation : — |                                                                                              |                                                                                              |                                                                                              |                                                                                              |                                                                                              |                                                                                              |                                                                                              |                                                                                              |
| S2    | Maysel – Lanterne ⥋ Montataire – Collège / Montataire – Lycée Malraux | Maysel – Lanterne ⥋ Montataire – Collège / Montataire – Lycée Malraux                        | Maysel – Lanterne ⥋ Montataire – Collège / Montataire – Lycée Malraux                        | Maysel – Lanterne ⥋ Montataire – Collège / Montataire – Lycée Malraux                        | Maysel – Lanterne ⥋ Montataire – Collège / Montataire – Lycée Malraux                        | Maysel – Lanterne ⥋ Montataire – Collège / Montataire – Lycée Malraux                        | Maysel – Lanterne ⥋ Montataire – Collège / Montataire – Lycée Malraux                        | Maysel – Lanterne ⥋ Montataire – Collège / Montataire – Lycée Malraux                        | Maysel – Lanterne ⥋ Montataire – Collège / Montataire – Lycée Malraux                        |
| S2    | Ouverture / Fermeture 2 septembre 2021 / — | Longueur 7,5 km                                                                              | Durée 30 min                                                                                 | Nb. d’arrêts 12                                                                              | Matériel Autocars                                                                            | Jours de fonctionnement L, Ma, Me, J, V                                                      | Jour / Soir / Nuit / Fêtes O / N / N / N                                                     | Voy. / an —                                                                                  | Exploitant CFTM                                                                              |
| S2    | Desserte : - Communes : Maysel – Saint-Vaast-lès-Mello – Cramoisy – Montataire - Principaux lieux desservis : Mairie de Maysel, Mairie de Saint-Vaast-lès-Mello, Gare de Cramoisy, Hameau de Magenta, Parc urbain du Prieuré, Mairie de Montataire, Lycée André Malraux, Collège Anatole France. |                                                                                              |                                                                                              |                                                                                              |                                                                                              |                                                                                              |                                                                                              |                                                                                              |                                                                                              |
| S2    | Autre : - Amplitude horaire et fréquence : - du lundi au vendredi en période scolaire : de 7 h 30 à 17 h 45 avec un départ de Maysel le matin et un départ de Montataire – Collège le soir. - Date de dernière mise à jour : 3 septembre 2023. |                                                                                              |                                                                                              |                                                                                              |                                                                                              |                                                                                              |                                                                                              |                                                                                              |                                                                                              |
| S2    | Dernière actualisation : — |                                                                                              |                                                                                              |                                                                                              |                                                                                              |                                                                                              |                                                                                              |                                                                                              |                                                                                              |
| S3    | Villers-Saint-Paul – Z.I. Villers ⥋ Montataire – Lycée Malraux | Villers-Saint-Paul – Z.I. Villers ⥋ Montataire – Lycée Malraux                               | Villers-Saint-Paul – Z.I. Villers ⥋ Montataire – Lycée Malraux                               | Villers-Saint-Paul – Z.I. Villers ⥋ Montataire – Lycée Malraux                               | Villers-Saint-Paul – Z.I. Villers ⥋ Montataire – Lycée Malraux                               | Villers-Saint-Paul – Z.I. Villers ⥋ Montataire – Lycée Malraux                               | Villers-Saint-Paul – Z.I. Villers ⥋ Montataire – Lycée Malraux                               | Villers-Saint-Paul – Z.I. Villers ⥋ Montataire – Lycée Malraux                               | Villers-Saint-Paul – Z.I. Villers ⥋ Montataire – Lycée Malraux                               |
| S3    | Ouverture / Fermeture 2 septembre 2021 / — | Longueur 11,2 km                                                                             | Durée 40-45 min                                                                              | Nb. d’arrêts 28                                                                              | Matériel Autocars                                                                            | Jours de fonctionnement L, Ma, Me, J, V                                                      | Jour / Soir / Nuit / Fêtes O / N / N / N                                                     | Voy. / an —                                                                                  | Exploitant CFTM                                                                              |
| S3    | Desserte : - Communes : Villers-Saint-Paul – Nogent-sur-Oise – Montataire - Principaux lieux desservis : Stade André Pétenot, Zone d'activités Villers-Rieux, Espace Pierre Perret, Collège Émile Lambert, Hôtel de ville de Villers-Saint-Paul, Bibliothèque Colette, Collège Marcelin Berthelot, Cimetière de Nogent-sur-Oise, Collège Marcel Callo, Hôtel de ville de Nogent-sur-Oise, Place des Trois Rois, Quartier des Granges, Lycée Marie Curie, Communauté d'agglomération Creil Sud Oise, Parc d'activités européen Les Marches de l'Oise, Mairie de Montataire, Lycée André Malraux. |                                                                                              |                                                                                              |                                                                                              |                                                                                              |                                                                                              |                                                                                              |                                                                                              |                                                                                              |
| S3    | Autre : - Amplitude horaire et fréquence : - du lundi au vendredi en période scolaire : de 7 h 10 à 19 h 0 avec un départ de Villers-Saint-Paul le matin et deux départs de Montataire le soir. - Date de dernière mise à jour : 3 septembre 2023. |                                                                                              |                                                                                              |                                                                                              |                                                                                              |                                                                                              |                                                                                              |                                                                                              |                                                                                              |
| S3    | Dernière actualisation : — |                                                                                              |                                                                                              |                                                                                              |                                                                                              |                                                                                              |                                                                                              |                                                                                              |                                                                                              |
| S5    | Creil – Moulin à Vent ⥋ Montataire – Lycée Malraux | Creil – Moulin à Vent ⥋ Montataire – Lycée Malraux                                           | Creil – Moulin à Vent ⥋ Montataire – Lycée Malraux                                           | Creil – Moulin à Vent ⥋ Montataire – Lycée Malraux                                           | Creil – Moulin à Vent ⥋ Montataire – Lycée Malraux                                           | Creil – Moulin à Vent ⥋ Montataire – Lycée Malraux                                           | Creil – Moulin à Vent ⥋ Montataire – Lycée Malraux                                           | Creil – Moulin à Vent ⥋ Montataire – Lycée Malraux                                           | Creil – Moulin à Vent ⥋ Montataire – Lycée Malraux                                           |
| S5    | Ouverture / Fermeture 2 septembre 2021 / — | Longueur 7,7 km                                                                              | Durée 25-30 min                                                                              | Nb. d’arrêts 20                                                                              | Matériel Autocars                                                                            | Jours de fonctionnement L, Ma, Me, J, V                                                      | Jour / Soir / Nuit / Fêtes O / N / N / N                                                     | Voy. / an —                                                                                  | Exploitant CFTM                                                                              |
| S5    | Desserte : - Communes : Creil – Montataire - Principaux lieux desservis : Quartier du Moulin, Quartier des Cavées, Collège Jean-Jacques Rousseau, Espace sportif du Champ de Mars, Château de Montataire, Mairie de Montataire, Lycée André Malraux. |                                                                                              |                                                                                              |                                                                                              |                                                                                              |                                                                                              |                                                                                              |                                                                                              |                                                                                              |
| S5    | Autre : - Amplitude horaire et fréquence : - du lundi au vendredi en période scolaire : de 7 h 25 à 18 h 0 avec un départ de Creil le matin et un départ de Montataire le soir. - Date de dernière mise à jour : 3 septembre 2023. |                                                                                              |                                                                                              |                                                                                              |                                                                                              |                                                                                              |                                                                                              |                                                                                              |                                                                                              |
| S5    | Dernière actualisation : — |                                                                                              |                                                                                              |                                                                                              |                                                                                              |                                                                                              |                                                                                              |                                                                                              |                                                                                              |
| S6    | Montataire – Mairie (Guy Môquet ou Place de la Mairie) ⥋ Nogent-sur-Oise – Lycée Marie Curie | Montataire – Mairie (Guy Môquet ou Place de la Mairie) ⥋ Nogent-sur-Oise – Lycée Marie Curie | Montataire – Mairie (Guy Môquet ou Place de la Mairie) ⥋ Nogent-sur-Oise – Lycée Marie Curie | Montataire – Mairie (Guy Môquet ou Place de la Mairie) ⥋ Nogent-sur-Oise – Lycée Marie Curie | Montataire – Mairie (Guy Môquet ou Place de la Mairie) ⥋ Nogent-sur-Oise – Lycée Marie Curie | Montataire – Mairie (Guy Môquet ou Place de la Mairie) ⥋ Nogent-sur-Oise – Lycée Marie Curie | Montataire – Mairie (Guy Môquet ou Place de la Mairie) ⥋ Nogent-sur-Oise – Lycée Marie Curie | Montataire – Mairie (Guy Môquet ou Place de la Mairie) ⥋ Nogent-sur-Oise – Lycée Marie Curie | Montataire – Mairie (Guy Môquet ou Place de la Mairie) ⥋ Nogent-sur-Oise – Lycée Marie Curie |
| S6    | Ouverture / Fermeture 2 septembre 2021 / — | Longueur 7 km                                                                                | Durée 30-35 min                                                                              | Nb. d’arrêts 19                                                                              | Matériel Autocars                                                                            | Jours de fonctionnement L, Ma, Me, J, V                                                      | Jour / Soir / Nuit / Fêtes O / N / N / N                                                     | Voy. / an —                                                                                  | Exploitant CFTM                                                                              |
| S6    | Desserte : - Communes : Montataire – Nogent-sur-Oise - Principaux lieux desservis : Mairie de Montataire, Stade Kléber-Sellier, Collège Anatole France, Piscine intercommunale de Montataire, Coulée verte de Montataire, Espace Esla Triolet, Complexe sportif Armand Bellard, Complexe sportif André Malraux, Lycée André Malraux, Stade Marcel Coene, Parc du Château de Montataire, Château de Montataire, Parc d'activités européen Les Marches de l'Oise, Communauté d'agglomération Creil Sud Oise, Lycée Marie Curie.                                                                   |                                                                                              |                                                                                              |                                                                                              |                                                                                              |                                                                                              |                                                                                              |                                                                                              |                                                                                              |
| S6    | Autre : - Amplitude horaire et fréquence : - du lundi au vendredi en période scolaire : de 7 h 5 à 18 h 40 avec un départ de Montataire – Mairie – Place de la Mairie le matin et un départ de Nogent-sur-Oise le soir. - Date de dernière mise à jour : 3 septembre 2023. |                                                                                              |                                                                                              |                                                                                              |                                                                                              |                                                                                              |                                                                                              |                                                                                              |                                                                                              |
| S6    | Dernière actualisation : — |                                                                                              |                                                                                              |                                                                                              |                                                                                              |                                                                                              |                                                                                              |                                                                                              |                                                                                              |
| S7    | Creil – Gare SNCF ⥋ Nogent-sur-Oise – Z.I. Le Port | Creil – Gare SNCF ⥋ Nogent-sur-Oise – Z.I. Le Port                                           | Creil – Gare SNCF ⥋ Nogent-sur-Oise – Z.I. Le Port                                           | Creil – Gare SNCF ⥋ Nogent-sur-Oise – Z.I. Le Port                                           | Creil – Gare SNCF ⥋ Nogent-sur-Oise – Z.I. Le Port                                           | Creil – Gare SNCF ⥋ Nogent-sur-Oise – Z.I. Le Port                                           | Creil – Gare SNCF ⥋ Nogent-sur-Oise – Z.I. Le Port                                           | Creil – Gare SNCF ⥋ Nogent-sur-Oise – Z.I. Le Port                                           | Creil – Gare SNCF ⥋ Nogent-sur-Oise – Z.I. Le Port                                           |
| S7    | Ouverture / Fermeture 2 septembre 2021 / — | Longueur 2,4 km                                                                              | Durée 15 min                                                                                 | Nb. d’arrêts 3                                                                               | Matériel Autocars                                                                            | Jours de fonctionnement L, Ma, Me, J, V                                                      | Jour / Soir / Nuit / Fêtes O / N / N / N                                                     | Voy. / an —                                                                                  | Exploitant CFTM                                                                              |
| S7    | Desserte : - Communes : Creil – Nogent-sur-Oise - Principaux lieux desservis : Gare de Creil, Centre-ville de Creil, Parc d'activités de Nogent-sur-Oise. |                                                                                              |                                                                                              |                                                                                              |                                                                                              |                                                                                              |                                                                                              |                                                                                              |                                                                                              |
| S7    | Autre : - Amplitude horaire et fréquence : - du lundi au vendredi : de 8 h 15 à 17 h 10 avec un départ de Creil le matin et un départ de Nogent-sur-Oise le soir. - Date de dernière mise à jour : 3 septembre 2023. |                                                                                              |                                                                                              |                                                                                              |                                                                                              |                                                                                              |                                                                                              |                                                                                              |                                                                                              |
| S7    | Dernière actualisation : — |                                                                                              |                                                                                              |                                                                                              |                                                                                              |                                                                                              |                                                                                              |                                                                                              |                                                                                              |

### Transport à la demande AXO+
Le service AXO+ est un service de transport à la demande composé de quatre lignes (AXO+1 à AXO+4). Il permet aux usagers de se déplacer entre la gare de Creil ou les lieux très fréquentés et les zones rurales ou les zones d'activités. L'utilisation du service nécessite une réservation pouvant être effectuée par téléphone, par internet ou par le biais de l'application « Oise Mobilité ». Ce service est accessible avec la tarification du réseau.
| Ligne | Caractéristiques | Caractéristiques                                                                   | Caractéristiques                                                                   | Caractéristiques                                                                   | Caractéristiques                                                                   | Caractéristiques                                                                   | Caractéristiques                                                                   | Caractéristiques                                                                   | Caractéristiques                                                                   |
| AXO+1 | Creil – Gare SNCF ⥋ Zone industrielles de Nogent-sur-Oise et de Villers-Saint-Paul | Creil – Gare SNCF ⥋ Zone industrielles de Nogent-sur-Oise et de Villers-Saint-Paul | Creil – Gare SNCF ⥋ Zone industrielles de Nogent-sur-Oise et de Villers-Saint-Paul | Creil – Gare SNCF ⥋ Zone industrielles de Nogent-sur-Oise et de Villers-Saint-Paul | Creil – Gare SNCF ⥋ Zone industrielles de Nogent-sur-Oise et de Villers-Saint-Paul | Creil – Gare SNCF ⥋ Zone industrielles de Nogent-sur-Oise et de Villers-Saint-Paul | Creil – Gare SNCF ⥋ Zone industrielles de Nogent-sur-Oise et de Villers-Saint-Paul | Creil – Gare SNCF ⥋ Zone industrielles de Nogent-sur-Oise et de Villers-Saint-Paul | Creil – Gare SNCF ⥋ Zone industrielles de Nogent-sur-Oise et de Villers-Saint-Paul |
| ----- | --- | ---------------------------------------------------------------------------------- | ---------------------------------------------------------------------------------- | ---------------------------------------------------------------------------------- | ---------------------------------------------------------------------------------- | ---------------------------------------------------------------------------------- | ---------------------------------------------------------------------------------- | ---------------------------------------------------------------------------------- | ---------------------------------------------------------------------------------- |
| AXO+1 | Ouverture / Fermeture 29 mars 2021 / — | Longueur —                                                                         | Durée —                                                                            | Nb. d’arrêts 11                                                                    | Matériel —                                                                         | Jours de fonctionnement L, Ma, Me, J, V                                            | Jour / Soir / Nuit / Fêtes O / N / N / N                                           | Voy. / an —                                                                        | Exploitant —                                                                       |
| AXO+1 | Desserte : - Communes : Creil – Nogent-sur-Oise – Villers-Saint-Paul - Principaux lieux desservis : Gare de Creil, Parc d'activités de Nogent-sur-Oise, Zone d'activités Villers-Rieux, Gare de Villers-Saint-Paul. - Arrêt de rabattement : Creil – Gare SNCF. |                                                                                    |                                                                                    |                                                                                    |                                                                                    |                                                                                    |                                                                                    |                                                                                    |                                                                                    |
| AXO+1 | Autre : - Amplitude horaire et fréquence : - du lundi au vendredi : de 7 h 30 à 18 h 30 uniquement sur réservation. - Date de dernière mise à jour : 3 septembre 2023. |                                                                                    |                                                                                    |                                                                                    |                                                                                    |                                                                                    |                                                                                    |                                                                                    |                                                                                    |
| AXO+1 | Dernière actualisation : — |                                                                                    |                                                                                    |                                                                                    |                                                                                    |                                                                                    |                                                                                    |                                                                                    |                                                                                    |
| AXO+2 | Creil – Gare SNCF ⥋ Parc technologique Alata | Creil – Gare SNCF ⥋ Parc technologique Alata                                       | Creil – Gare SNCF ⥋ Parc technologique Alata                                       | Creil – Gare SNCF ⥋ Parc technologique Alata                                       | Creil – Gare SNCF ⥋ Parc technologique Alata                                       | Creil – Gare SNCF ⥋ Parc technologique Alata                                       | Creil – Gare SNCF ⥋ Parc technologique Alata                                       | Creil – Gare SNCF ⥋ Parc technologique Alata                                       | Creil – Gare SNCF ⥋ Parc technologique Alata                                       |
| AXO+2 | Ouverture / Fermeture 29 mars 2021 / — | Longueur —                                                                         | Durée —                                                                            | Nb. d’arrêts 8                                                                     | Matériel —                                                                         | Jours de fonctionnement L, Ma, Me, J, V                                            | Jour / Soir / Nuit / Fêtes O / N / N / N                                           | Voy. / an —                                                                        | Exploitant —                                                                       |
| AXO+2 | Desserte : - Communes : Creil – Verneuil-en-Halatte - Principaux lieux desservis : Gare de Creil, Parc technologique Alata, Institut national de l'environnement industriel et des risques (INERIS), Zone d'activités de Vaux, Château de Vaux. - Arrêt de rabattement : Creil – Gare SNCF. |                                                                                    |                                                                                    |                                                                                    |                                                                                    |                                                                                    |                                                                                    |                                                                                    |                                                                                    |
| AXO+2 | Autre : - Amplitude horaire et fréquence : - du lundi au vendredi : de 9 h 30 à 16 h 0 uniquement sur réservation. - Particularités : - Le service AXO+2 remplace la ligne Express Alata lorsqu'elle ne circule pas. - Date de dernière mise à jour : 3 septembre 2023. |                                                                                    |                                                                                    |                                                                                    |                                                                                    |                                                                                    |                                                                                    |                                                                                    |                                                                                    |
| AXO+2 | Dernière actualisation : — |                                                                                    |                                                                                    |                                                                                    |                                                                                    |                                                                                    |                                                                                    |                                                                                    |                                                                                    |
| AXO+3 | Creil / Montataire / Saint-Maximin ⥋ Zones rurales de l'ACSO | Creil / Montataire / Saint-Maximin ⥋ Zones rurales de l'ACSO                       | Creil / Montataire / Saint-Maximin ⥋ Zones rurales de l'ACSO                       | Creil / Montataire / Saint-Maximin ⥋ Zones rurales de l'ACSO                       | Creil / Montataire / Saint-Maximin ⥋ Zones rurales de l'ACSO                       | Creil / Montataire / Saint-Maximin ⥋ Zones rurales de l'ACSO                       | Creil / Montataire / Saint-Maximin ⥋ Zones rurales de l'ACSO                       | Creil / Montataire / Saint-Maximin ⥋ Zones rurales de l'ACSO                       | Creil / Montataire / Saint-Maximin ⥋ Zones rurales de l'ACSO                       |
| AXO+3 | Ouverture / Fermeture 29 mars 2021 / — | Longueur —                                                                         | Durée —                                                                            | Nb. d’arrêts 26                                                                    | Matériel —                                                                         | Jours de fonctionnement L, Ma, Me, J, V, S, D                                      | Jour / Soir / Nuit / Fêtes O / N / N / O                                           | Voy. / an —                                                                        | Exploitant —                                                                       |
| AXO+3 | Desserte : - Communes : Creil – Montataire – Saint-Maximin – Cramoisy – Maysel – Rousseloy – Saint-Leu-d'Esserent – Saint-Vaast-lès-Mello – Thiverny - Principaux lieux desservis : Gare de Creil, Centre hospitalier de Creil, Mairie de Montataire, Zone commerciale de Saint-Maximin, Centre commercial Cora Saint-Maximin, Centre commercial E.Leclerc Montataire, Gare de Montataire, Gare de Cramoisy, Mairie de Cramoisy, Mairie de Maysel, Hameau de Magenta, Mairie de Rousseloy, Centre-ville de Saint-Leu-d'Esserent, Mairie de Saint-Vaast-lès-Mello, Mairie de Thiverny, Cimetière de Thiverny, Base aérienne 110 Creil. - Arrêts de rabattement : Creil – Gare SNCF, Hôpital, Ginisti – Centre Commercial, Révolution Française, Montataire – Mairie – Guy Môquet. |                                                                                    |                                                                                    |                                                                                    |                                                                                    |                                                                                    |                                                                                    |                                                                                    |                                                                                    |
| AXO+3 | Autre : - Amplitude horaire et fréquence : - du lundi au dimanche : de 5 h 30 à 20 h 0 uniquement sur réservation. - Date de dernière mise à jour : 3 septembre 2023. |                                                                                    |                                                                                    |                                                                                    |                                                                                    |                                                                                    |                                                                                    |                                                                                    |                                                                                    |
| AXO+3 | Dernière actualisation : — |                                                                                    |                                                                                    |                                                                                    |                                                                                    |                                                                                    |                                                                                    |                                                                                    |                                                                                    |
| AXO+4 | Creil – Gare SNCF ⥋ Communes de l'ACSO | Creil – Gare SNCF ⥋ Communes de l'ACSO                                             | Creil – Gare SNCF ⥋ Communes de l'ACSO                                             | Creil – Gare SNCF ⥋ Communes de l'ACSO                                             | Creil – Gare SNCF ⥋ Communes de l'ACSO                                             | Creil – Gare SNCF ⥋ Communes de l'ACSO                                             | Creil – Gare SNCF ⥋ Communes de l'ACSO                                             | Creil – Gare SNCF ⥋ Communes de l'ACSO                                             | Creil – Gare SNCF ⥋ Communes de l'ACSO                                             |
| AXO+4 | Ouverture / Fermeture 29 mars 2021 / — | Longueur —                                                                         | Durée —                                                                            | Nb. d’arrêts 26                                                                    | Matériel —                                                                         | Jours de fonctionnement L, Ma, Me, J, V                                            | Jour / Soir / Nuit / Fêtes N / O / O / N                                           | Voy. / an —                                                                        | Exploitant —                                                                       |
| AXO+4 | Desserte : - Communes : Creil – Nogent-sur-Oise – Montataire – Villers-Saint-Paul – Saint-Maximin – Cramoisy – Maysel – Rousseloy – Saint-Leu-d'Esserent – Saint-Vaast-lès-Mello – Thiverny - Arrêt de rabattement : Creil – Gare SNCF. |                                                                                    |                                                                                    |                                                                                    |                                                                                    |                                                                                    |                                                                                    |                                                                                    |                                                                                    |
| AXO+4 | Autre : - Amplitude horaire et fréquence : - du lundi au vendredi : de 4 h 0 à 5 h 30 et de 22 h 0 à 1 h 0 uniquement sur réservation. - Particularités : - Le matin le service ne fonctionne qu'à destination de la gare de Creil avec une arrivée possible à 4 h 0, 5 h 0 ou 5 h 30. - Le soir le service ne fonctionne qu'au départ de la gare de Creil avec un départ possible à 22 h 15, 23 h 15, 23 h 30, 0 h 5, 0 h 35 ou 1 h 0. - Date de dernière mise à jour : 3 septembre 2023. |                                                                                    |                                                                                    |                                                                                    |                                                                                    |                                                                                    |                                                                                    |                                                                                    |                                                                                    |
| AXO+4 | Dernière actualisation : — |                                                                                    |                                                                                    |                                                                                    |                                                                                    |                                                                                    |                                                                                    |                                                                                    |                                                                                    |

## Anciennes lignes

### Réseau STAC

#### Lignes régulières
| Ligne | Caractéristiques | Caractéristiques                                                         | Caractéristiques                                                         | Caractéristiques                                                         | Caractéristiques                                                         | Caractéristiques                                                         | Caractéristiques                                                         | Caractéristiques                                                         | Caractéristiques                                                         |
| A     | Creil – Hôpital ⥋ Montataire – Mairie (Guy Môquet ou Place de la Mairie) | Creil – Hôpital ⥋ Montataire – Mairie (Guy Môquet ou Place de la Mairie) | Creil – Hôpital ⥋ Montataire – Mairie (Guy Môquet ou Place de la Mairie) | Creil – Hôpital ⥋ Montataire – Mairie (Guy Môquet ou Place de la Mairie) | Creil – Hôpital ⥋ Montataire – Mairie (Guy Môquet ou Place de la Mairie) | Creil – Hôpital ⥋ Montataire – Mairie (Guy Môquet ou Place de la Mairie) | Creil – Hôpital ⥋ Montataire – Mairie (Guy Môquet ou Place de la Mairie) | Creil – Hôpital ⥋ Montataire – Mairie (Guy Môquet ou Place de la Mairie) | Creil – Hôpital ⥋ Montataire – Mairie (Guy Môquet ou Place de la Mairie) |
| ----- | --- | ------------------------------------------------------------------------ | ------------------------------------------------------------------------ | ------------------------------------------------------------------------ | ------------------------------------------------------------------------ | ------------------------------------------------------------------------ | ------------------------------------------------------------------------ | ------------------------------------------------------------------------ | ------------------------------------------------------------------------ |
| A     | Ouverture / Fermeture 2 avril 2012 / 29 août 2021 | Longueur 14,1 km                                                         | Durée 40 min                                                             | Nb. d’arrêts 38                                                          | Matériel Standards Articulés                                             | Jours de fonctionnement L, Ma, Me, J, V, S, D                            | Jour / Soir / Nuit / Fêtes O / N / N / O                                 | Voy. / an —                                                              | Exploitant RD Creil                                                      |
| A     | Desserte : - Communes : Creil – Nogent-sur-Oise – Montataire - Principaux lieux desservis : Groupement Hospitalier Public Sud Oise (GHPSO), Plateau Rouher, Sous-préfecture, Mairie de Creil, Lycée Jules Uhry, Centre-Ville de Creil, Mairie de Montataire, Les Martinets, Collège Anatole France, Lycée André Malraux, Centre Commercial E. Leclerc Montataire. - Gare desservie : Creil - Arrêts non accessibles aux UFR : Champrelle (vers Montataire), Gournay, Verdun. |                                                                          |                                                                          |                                                                          |                                                                          |                                                                          |                                                                          |                                                                          |                                                                          |
| A     | Autre : - Amplitudes horaires et fréquences : - De septembre à juin : - Du lundi au vendredi en période scolaire : de 5 h 5 à 21 h 0 avec un bus toutes les 11 minutes en heures de pointe et toutes les 13 minutes en heures creuses. - Du lundi au vendredi en vacances scolaires : de 5 h 5 à 21 h 0 avec un bus toutes les 13 minutes. - Samedis : de 5 h 45 à 21 h 5 avec un bus toutes les 18 minutes en moyenne. - Dimanches et jours fériés : de 9 h 0 à 18 h 55 avec un bus toutes les 50 minutes. - Juillet et août : - Du lundi au vendredi : de 5 h 5 à 21 h 0 avec un bus toutes les 20 minutes. - Samedis : de 5 h 40 à 21 h 0 avec un bus toutes les 20 minutes. - Dimanches et jours fériés : de 9 h 0 à 19 h 10 avec un bus toutes les 70 minutes - Particularités : - L'arrêt Parc Urbain est desservi du lundi au samedi à certaines heures. - Lorsqu'un bus commence son service à Montataire, il le fait depuis l'arrêt Mairie – Place de la Mairie. - Lorsqu'un bus termine son service à Montataire, il le fait depuis l'arrêt Mairie – Guy Môquet. - En fin de journée certains bus ont pour terminus Gare SNCF. - En soirée la ligne est remplacée par les services Flexo 1 pour Montataire et Flexo 2 pour Hôpital. |                                                                          |                                                                          |                                                                          |                                                                          |                                                                          |                                                                          |                                                                          |                                                                          |
| A     | Dernière actualisation : — |                                                                          |                                                                          |                                                                          |                                                                          |                                                                          |                                                                          |                                                                          |                                                                          |
| B     | Creil – Hôpital ⥋ Nogent-sur-Oise – Herriot | Creil – Hôpital ⥋ Nogent-sur-Oise – Herriot                              | Creil – Hôpital ⥋ Nogent-sur-Oise – Herriot                              | Creil – Hôpital ⥋ Nogent-sur-Oise – Herriot                              | Creil – Hôpital ⥋ Nogent-sur-Oise – Herriot                              | Creil – Hôpital ⥋ Nogent-sur-Oise – Herriot                              | Creil – Hôpital ⥋ Nogent-sur-Oise – Herriot                              | Creil – Hôpital ⥋ Nogent-sur-Oise – Herriot                              | Creil – Hôpital ⥋ Nogent-sur-Oise – Herriot                              |
| B     | Ouverture / Fermeture 2 avril 2012 / 29 août 2021 | Longueur 11 km                                                           | Durée 35-40 min                                                          | Nb. d’arrêts 34                                                          | Matériel Standards Articulés                                             | Jours de fonctionnement L, Ma, Me, J, V, S, D                            | Jour / Soir / Nuit / Fêtes O / N / N / O                                 | Voy. / an —                                                              | Exploitant RD Creil                                                      |
| B     | Desserte : - Communes : Creil – Nogent-sur-Oise – Montataire - Principaux lieux desservis : Groupement Hospitalier Public Sud Oise (GHPSO), Collège Gabriel Havez, Collège Jean-Jacques Rousseau, Quartier du Moulin, Sous-préfecture, Mairie de Creil, Centre-Ville de Creil, Lycée Jules Uhry, Mairie de Nogent-sur-Oise, Collège Herriot. - Gare desservie : Creil - Arrêts non accessibles aux UFR : Mégret, Verlaine. |                                                                          |                                                                          |                                                                          |                                                                          |                                                                          |                                                                          |                                                                          |                                                                          |
| B     | Autre : - Amplitudes horaires et fréquences : - De septembre à juin : - Du lundi au vendredi en période scolaire : de 5 h 15 à 21 h 0 avec un bus toutes les 16 minutes en heures de pointe et toutes les 20 minutes en heures creuses. - Du lundi au vendredi en vacances scolaires : de 5 h 10 à 21 h 0 avec un bus toutes les 20 minutes. - Samedis : de 5 h 50 à 21 h 5 avec un bus toutes les 20 à 25 minutes en moyenne. - Dimanches et jours fériés : de 9 h 30 à 18 h 45 avec un bus toutes les 50 minutes. - Juillet et août : - Du lundi au vendredi : de 5 h 15 à 21 h 0 avec un bus toutes les 30 minutes. - Samedis : de 5 h 35 à 21 h 0 avec un bus toutes les 30 minutes. - Dimanches et jours fériés : de 9 h 35 à 18 h 25 avec un bus toutes les 75 minutes - Particularités : - L'arrêt Carpeaux est desservi du lundi au samedi à raison de deux passages le matin vers Nogent-sur-Oise et de deux le soir dans le sens inverse. - Les premiers bus en direction de Nogent-sur-Oise partent de l'arrêt Becquerel - En soirée certains bus ont pour terminus Gare SNCF - Le dernier bus à destination de Nogent-sur-Oise en semaine a pour terminus Nogent – Jaurès après avoir desservi Herriot - En soirée la ligne est remplacée par les services Flexo 3 et Flexo 4 pour Nogent et Flexo 2 pour Hôpital. |                                                                          |                                                                          |                                                                          |                                                                          |                                                                          |                                                                          |                                                                          |                                                                          |
| B     | Dernière actualisation : — |                                                                          |                                                                          |                                                                          |                                                                          |                                                                          |                                                                          |                                                                          |                                                                          |
| C     | Creil – Hôpital / Creil – Gare SNCF ⥋ Nogent-sur-Oise – Saint-Exupéry | Creil – Hôpital / Creil – Gare SNCF ⥋ Nogent-sur-Oise – Saint-Exupéry    | Creil – Hôpital / Creil – Gare SNCF ⥋ Nogent-sur-Oise – Saint-Exupéry    | Creil – Hôpital / Creil – Gare SNCF ⥋ Nogent-sur-Oise – Saint-Exupéry    | Creil – Hôpital / Creil – Gare SNCF ⥋ Nogent-sur-Oise – Saint-Exupéry    | Creil – Hôpital / Creil – Gare SNCF ⥋ Nogent-sur-Oise – Saint-Exupéry    | Creil – Hôpital / Creil – Gare SNCF ⥋ Nogent-sur-Oise – Saint-Exupéry    | Creil – Hôpital / Creil – Gare SNCF ⥋ Nogent-sur-Oise – Saint-Exupéry    | Creil – Hôpital / Creil – Gare SNCF ⥋ Nogent-sur-Oise – Saint-Exupéry    |
| C     | Ouverture / Fermeture 2 avril 2012 / 29 août 2021 | Longueur 13,2 km                                                         | Durée 20-40 min                                                          | Nb. d’arrêts 32                                                          | Matériel Standards Articulés                                             | Jours de fonctionnement L, Ma, Me, J, V, S, D                            | Jour / Soir / Nuit / Fêtes O / N / N / O                                 | Voy. / an —                                                              | Exploitant RD Creil                                                      |
| C     | Desserte : - Communes : Creil – Nogent-sur-Oise - Principaux lieux desservis : Groupement Hospitalier Public Sud Oise (GHPSO), Plateau Rouher, Sous-préfecture, Centre-Ville de Creil, Lycée Jules Uhry, Mairie de Creil, Centre Commercial Auchan Nogent-sur-Oise, Collège Berthelot, Collège Callo, Mairie de Nogent-sur-Oise. - Gare desservie : Creil - Arrêts non accessibles aux UFR : Champrelle (vers Nogent), Sémard (vers Nogent), Frères Péraux, Saint-Just, Deneux, Véret, Le Lech. |                                                                          |                                                                          |                                                                          |                                                                          |                                                                          |                                                                          |                                                                          |                                                                          |
| C     | Autre : - Amplitudes horaires et fréquences : - De septembre à juin : - Du lundi au vendredi en période scolaire : de 5 h 15 à 20 h 40 avec un bus toutes les 25 à 30 minutes entre Gare SNCF et Nogent, et toutes les 50 minutes entre Gare SNCF et Hôpital. - Du lundi au vendredi en vacances scolaires : de 5 h 15 à 20 h 40 avec un bus toutes les 25 minutes entre Gare SNCF et Nogent et toutes les 50 minutes entre Gare SNCF et Hôpital. - Samedis : de 5 h 55 à 20 h 45 avec un bus toutes les 35 minutes entre Gare SNCF et Nogent, et toutes les 70 minutes entre Gare SNCF et Hôpital. - Dimanches et jours fériés : de 9 h 0 à 18 h 50 avec un bus toutes les 60 minutes en moyenne entre Creil et Nogent uniquement. - Juillet et août : - Du lundi au vendredi : de 5 h 15 à 20 h 50 avec un bus toutes les 40 minutes entre Gare SNCF et Nogent, et toutes les 80 minutes en moyenne entre Gare SNCF et Hôpital. - Samedis : de 5 h 45 à 20 h 50 avec un bus toutes les 40 minutes entre Gare SNCF et Nogent, et toutes les 80 minutes en moyenne entre Gare SNCF et Hôpital. - Dimanches et jours fériés : de 9 h 0 à 18 h 20 avec un bus toutes les 60 minutes entre Creil et Nogent uniquement. - Particularités : - Les arrêts Herriot et Les Coteaux sont desservis du lundi au vendredi en période scolaire aux heures d'entrée et de sortie du collège Herriot. - Certains bus ne circulent pas le mercredi. - En soirée la ligne est remplacée par les services Flexo 3 et Flexo 4 pour Nogent et Flexo 2 pour Hôpital. |                                                                          |                                                                          |                                                                          |                                                                          |                                                                          |                                                                          |                                                                          |                                                                          |
| C     | Dernière actualisation : — |                                                                          |                                                                          |                                                                          |                                                                          |                                                                          |                                                                          |                                                                          |                                                                          |
| D     | Creil – Hôpital / Creil – Gare SNCF ⥋ Villers-Saint-Paul – Z.I. Villers | Creil – Hôpital / Creil – Gare SNCF ⥋ Villers-Saint-Paul – Z.I. Villers  | Creil – Hôpital / Creil – Gare SNCF ⥋ Villers-Saint-Paul – Z.I. Villers  | Creil – Hôpital / Creil – Gare SNCF ⥋ Villers-Saint-Paul – Z.I. Villers  | Creil – Hôpital / Creil – Gare SNCF ⥋ Villers-Saint-Paul – Z.I. Villers  | Creil – Hôpital / Creil – Gare SNCF ⥋ Villers-Saint-Paul – Z.I. Villers  | Creil – Hôpital / Creil – Gare SNCF ⥋ Villers-Saint-Paul – Z.I. Villers  | Creil – Hôpital / Creil – Gare SNCF ⥋ Villers-Saint-Paul – Z.I. Villers  | Creil – Hôpital / Creil – Gare SNCF ⥋ Villers-Saint-Paul – Z.I. Villers  |
| D     | Ouverture / Fermeture 2 avril 2012 / 29 août 2021 | Longueur 15,5 km                                                         | Durée 25-45 min                                                          | Nb. d’arrêts 32                                                          | Matériel Standards Articulés                                             | Jours de fonctionnement L, Ma, Me, J, V, S, D                            | Jour / Soir / Nuit / Fêtes O / N / N / O                                 | Voy. / an —                                                              | Exploitant RD Creil                                                      |
| D     | Desserte : - Communes : Creil – Nogent-sur-Oise – Villers-Saint-Paul - Principaux lieux desservis : Groupement Hospitalier Public Sud Oise (GHPSO), Collège Gabriel Havez, Zone d'activités économiques Creil – Saint-Maximin, Collège Jean-Jacques Rousseau, Sous-préfecture, Lycée Jules Uhry, Centre-Ville de Creil, Mairie de Creil, Centre Commercial Auchan Nogent-sur-Oise, Centre Aquatique Nogent-sur-Oise – Villers-Saint-Paul, Mairie de Villers-Saint-Paul, Collège Émile Lambert. - Gare desservie : Creil - Arrêts non accessibles aux UFR : Mégret, Verlaine, Plaine de Jeux, Porte de Creil. |                                                                          |                                                                          |                                                                          |                                                                          |                                                                          |                                                                          |                                                                          |                                                                          |
| D     | Autre : - Amplitudes horaires et fréquences : - De septembre à juin : - Du lundi au vendredi : de 5 h 15 à 21 h 5 avec un bus toutes les 25 minutes entre Gare SNCF et Villers-Saint-Paul, et toutes les 50 minutes entre Gare SNCF et Hôpital. - Samedis : de 5 h 55 à 20 h 45 avec un bus toutes les 20 à 30 minutes entre Gare SNCF et Villers-Saint-Paul, et une fréquence irrégulière entre Gare SNCF et Hôpital. - Dimanches et jours fériés : de 9 h 20 à 19 h 25 avec un bus toutes les 50 à 60 minutes en moyenne entre Creil et Villers-Saint-Paul uniquement. - Juillet et août : - Du lundi au vendredi : de 5 h 15 à 20 h 45 avec un bus toutes les 40 minutes entre Gare SNCF et Villers-Saint-Paul, et toutes les 80 minutes en moyenne entre Gare SNCF et Hôpital. - Samedis : de 5 h 50 à 20 h 45 avec un bus toutes les 40 minutes entre Gare SNCF et Villers-Saint-Paul, et toutes les 80 minutes en moyenne entre Gare SNCF et Hôpital. - Dimanches et jours fériés : de 9 h 30 à 18 h 50 avec un bus toutes les 60 minutes entre Creil et Villers-Saint-Paul uniquement. - Particularités : - En soirée la ligne est remplacée par les services Flexo 3 et Flexo 4 pour Villers-Saint-Paul et Flexo 2 pour Hôpital. |                                                                          |                                                                          |                                                                          |                                                                          |                                                                          |                                                                          |                                                                          |                                                                          |
| D     | Dernière actualisation : — |                                                                          |                                                                          |                                                                          |                                                                          |                                                                          |                                                                          |                                                                          |                                                                          |
| E     | Creil – Gare SNCF ⥋ Montataire – Zola | Creil – Gare SNCF ⥋ Montataire – Zola                                    | Creil – Gare SNCF ⥋ Montataire – Zola                                    | Creil – Gare SNCF ⥋ Montataire – Zola                                    | Creil – Gare SNCF ⥋ Montataire – Zola                                    | Creil – Gare SNCF ⥋ Montataire – Zola                                    | Creil – Gare SNCF ⥋ Montataire – Zola                                    | Creil – Gare SNCF ⥋ Montataire – Zola                                    | Creil – Gare SNCF ⥋ Montataire – Zola                                    |
| E     | Ouverture / Fermeture 2 avril 2012 / 29 août 2021 | Longueur 3,8 km                                                          | Durée 15 min                                                             | Nb. d’arrêts 13                                                          | Matériel Standards                                                       | Jours de fonctionnement L, Ma, Me, J, V, S                               | Jour / Soir / Nuit / Fêtes O / N / N / N                                 | Voy. / an —                                                              | Exploitant RD Creil                                                      |
| E     | Desserte : - Communes : Creil – Nogent-sur-Oise – Montataire - Principaux lieux desservis : Centre-Ville de Creil, Lycée Marie Curie, Parc Industriel Européen Les Marches de l'Oise, Agglomération Creil Sud Oise (ACSO), Cinéma Pathé Montataire. - Gare desservie : Creil - Arrêts non accessibles aux UFR : Foyer, Chevalier, Les Marches de l'Oise. |                                                                          |                                                                          |                                                                          |                                                                          |                                                                          |                                                                          |                                                                          |                                                                          |
| E     | Autre : - Amplitudes horaires et fréquences : - De septembre à juin : - Du lundi au vendredi : de 6 h 0 à 20 h 15 avec un bus toutes les 30 minutes. - Samedis : de 5 h 55 à 20 h 45 avec un bus toutes les 40 minutes. - Juillet et août : - Du lundi au vendredi : de 6 h 0 à 20 h 30 avec un bus toutes les 30 minutes en heures de pointe et toutes les 60 minutes en heures creuses. - Samedis : de 6 h 15 à 20 h 30 avec un bus toutes les 30 minutes en heures de pointe et toutes les 60 minutes en heures creuses. |                                                                          |                                                                          |                                                                          |                                                                          |                                                                          |                                                                          |                                                                          |                                                                          |
| E     | Dernière actualisation : — |                                                                          |                                                                          |                                                                          |                                                                          |                                                                          |                                                                          |                                                                          |                                                                          |

#### Lignes issues du réseau Pierre Sud Oise Transport (PSO)
| Ligne    | Caractéristiques | Caractéristiques                                                     | Caractéristiques                                                     | Caractéristiques                                                     | Caractéristiques                                                     | Caractéristiques                                                     | Caractéristiques                                                     | Caractéristiques                                                     | Caractéristiques                                                     |
| Ambre    | Creil – Gare SNCF ⥋ Saint-Leu-d'Esserent – Gare SNCF | Creil – Gare SNCF ⥋ Saint-Leu-d'Esserent – Gare SNCF                 | Creil – Gare SNCF ⥋ Saint-Leu-d'Esserent – Gare SNCF                 | Creil – Gare SNCF ⥋ Saint-Leu-d'Esserent – Gare SNCF                 | Creil – Gare SNCF ⥋ Saint-Leu-d'Esserent – Gare SNCF                 | Creil – Gare SNCF ⥋ Saint-Leu-d'Esserent – Gare SNCF                 | Creil – Gare SNCF ⥋ Saint-Leu-d'Esserent – Gare SNCF                 | Creil – Gare SNCF ⥋ Saint-Leu-d'Esserent – Gare SNCF                 | Creil – Gare SNCF ⥋ Saint-Leu-d'Esserent – Gare SNCF                 |
| -------- | --- | -------------------------------------------------------------------- | -------------------------------------------------------------------- | -------------------------------------------------------------------- | -------------------------------------------------------------------- | -------------------------------------------------------------------- | -------------------------------------------------------------------- | -------------------------------------------------------------------- | -------------------------------------------------------------------- |
| Ambre    | Ouverture / Fermeture — / 29 août 2021 | Longueur —                                                           | Durée 60 min                                                         | Nb. d’arrêts 21                                                      | Matériel —                                                           | Jours de fonctionnement L, Ma, Me, J, V, S                           | Jour / Soir / Nuit / Fêtes O / N / N / N                             | Voy. / an —                                                          | Exploitant —                                                         |
| Ambre    | Desserte : - Communes : Creil – Saint-Maximin – Saint-Leu-d'Esserent - Principaux lieux desservis : Gare de Creil, Centre-ville de Creil, Île Saint-Maurice, Piscine de Creil, Musée Gallé-Juillet, Théâtre et cinéma La Faïencerie, Hôtel de ville de Creil, Lycée Jules Uhry, Cimetière Verdun de Creil, Espace sportif du Champ de Mars, Zone commerciale de Saint-Maximin, Centre commercial Cora Saint-Maximin, Lycée professionnel Donation de Rotschild, Cimetière de Saint-Maximin, Maison de la Pierre du Sud de l'Oise, Mairie de Saint-Maximin, Stade Thierry Doret, Gare de Saint-Leu-d'Esserent, Parc de la Garenne. |                                                                      |                                                                      |                                                                      |                                                                      |                                                                      |                                                                      |                                                                      |                                                                      |
| Ambre    | Autre : - Amplitude horaire et fréquence : - du lundi au vendredi : de 5 h 50 à 19 h 15 avec un bus toutes les 60 à 90 minutes. - samedis : de 7 h 40 à 19 h 10 avec un bus toutes les 60 à 120 minutes. |                                                                      |                                                                      |                                                                      |                                                                      |                                                                      |                                                                      |                                                                      |                                                                      |
| Ambre    | Dernière actualisation : — |                                                                      |                                                                      |                                                                      |                                                                      |                                                                      |                                                                      |                                                                      |                                                                      |
| Cassis   | Maysel – Lanterne ⥋ Saint-Leu-d'Esserent – Collège Jules Vallès | Maysel – Lanterne ⥋ Saint-Leu-d'Esserent – Collège Jules Vallès      | Maysel – Lanterne ⥋ Saint-Leu-d'Esserent – Collège Jules Vallès      | Maysel – Lanterne ⥋ Saint-Leu-d'Esserent – Collège Jules Vallès      | Maysel – Lanterne ⥋ Saint-Leu-d'Esserent – Collège Jules Vallès      | Maysel – Lanterne ⥋ Saint-Leu-d'Esserent – Collège Jules Vallès      | Maysel – Lanterne ⥋ Saint-Leu-d'Esserent – Collège Jules Vallès      | Maysel – Lanterne ⥋ Saint-Leu-d'Esserent – Collège Jules Vallès      | Maysel – Lanterne ⥋ Saint-Leu-d'Esserent – Collège Jules Vallès      |
| Cassis   | Ouverture / Fermeture — / 29 août 2021 | Longueur —                                                           | Durée 30 min                                                         | Nb. d’arrêts 11                                                      | Matériel —                                                           | Jours de fonctionnement L, Ma, Me, J, V                              | Jour / Soir / Nuit / Fêtes O / N / N / N                             | Voy. / an —                                                          | Exploitant —                                                         |
| Cassis   | Desserte : - Communes : Maysel – Saint-Vaast-lès-Mello – Cramoisy – Montataire – Saint-Leu-d'Esserent - Principaux lieux desservis : Mairie de Maysel, Gare de Cramoisy, Hameau de Magenta, Parc urbain du Prieuré, Mairie de Montataire, Gare de Montataire, Collège Jules Vallès, Complexe sportif Pascal Grousset. |                                                                      |                                                                      |                                                                      |                                                                      |                                                                      |                                                                      |                                                                      |                                                                      |
| Cassis   | Autre : - Amplitude horaire et fréquence : - du lundi au vendredi en période scolaire : de 7 h 30 à 17 h 15 avec un départ de Maysel le matin et un départ de Saint-Leu-d'Esserent le soir. |                                                                      |                                                                      |                                                                      |                                                                      |                                                                      |                                                                      |                                                                      |                                                                      |
| Cassis   | Dernière actualisation : — |                                                                      |                                                                      |                                                                      |                                                                      |                                                                      |                                                                      |                                                                      |                                                                      |
| Émeraude | Saint-Leu-d'Esserent – Salvador Allende ⥋ Chantilly – Gare | Saint-Leu-d'Esserent – Salvador Allende ⥋ Chantilly – Gare           | Saint-Leu-d'Esserent – Salvador Allende ⥋ Chantilly – Gare           | Saint-Leu-d'Esserent – Salvador Allende ⥋ Chantilly – Gare           | Saint-Leu-d'Esserent – Salvador Allende ⥋ Chantilly – Gare           | Saint-Leu-d'Esserent – Salvador Allende ⥋ Chantilly – Gare           | Saint-Leu-d'Esserent – Salvador Allende ⥋ Chantilly – Gare           | Saint-Leu-d'Esserent – Salvador Allende ⥋ Chantilly – Gare           | Saint-Leu-d'Esserent – Salvador Allende ⥋ Chantilly – Gare           |
| Émeraude | Ouverture / Fermeture — / 29 août 2021 | Longueur —                                                           | Durée 25-35 min                                                      | Nb. d’arrêts 13                                                      | Matériel —                                                           | Jours de fonctionnement L, Ma, Me, J, V                              | Jour / Soir / Nuit / Fêtes O / O / N / N                             | Voy. / an —                                                          | Exploitant —                                                         |
| Émeraude | Desserte : - Communes : Saint-Leu-d'Esserent – Saint-Maximin – Chantilly - Principaux lieux desservis : Centre-ville de Saint-Leu-d'Esserent, Gare de Saint-Leu-d'Esserent, Parc de la Garenne, Stade Thierry Doret, Mairie de Saint-Maximin, Maison de la Pierre du Sud de l'Oise, Cimetière de Saint-Maximin, Gare de Chantilly - Gouvieux. |                                                                      |                                                                      |                                                                      |                                                                      |                                                                      |                                                                      |                                                                      |                                                                      |
| Émeraude | Autre : - Amplitude horaire et fréquence : - du lundi au vendredi : de 6 h 5 à 8 h 15 et de 16 h 40 à 21 h 5 avec quatre départs de Saint-Leu-d'Esserent le matin et six départs de Chantilly le soir. - Particularités : - Certaines courses ne desservaient pas Saint-Maximin. |                                                                      |                                                                      |                                                                      |                                                                      |                                                                      |                                                                      |                                                                      |                                                                      |
| Émeraude | Dernière actualisation : — |                                                                      |                                                                      |                                                                      |                                                                      |                                                                      |                                                                      |                                                                      |                                                                      |
| Rubis    | Creil – Gare SNCF ⥋ Thiverny – Carrières | Creil – Gare SNCF ⥋ Thiverny – Carrières                             | Creil – Gare SNCF ⥋ Thiverny – Carrières                             | Creil – Gare SNCF ⥋ Thiverny – Carrières                             | Creil – Gare SNCF ⥋ Thiverny – Carrières                             | Creil – Gare SNCF ⥋ Thiverny – Carrières                             | Creil – Gare SNCF ⥋ Thiverny – Carrières                             | Creil – Gare SNCF ⥋ Thiverny – Carrières                             | Creil – Gare SNCF ⥋ Thiverny – Carrières                             |
| Rubis    | Ouverture / Fermeture — / 29 août 2021 | Longueur —                                                           | Durée 15-25 min                                                      | Nb. d’arrêts 17                                                      | Matériel —                                                           | Jours de fonctionnement L, Ma, Me, J, V                              | Jour / Soir / Nuit / Fêtes O / O / N / N                             | Voy. / an —                                                          | Exploitant —                                                         |
| Rubis    | Desserte : - Communes : Creil – Montataire – Thiverny - Principaux lieux desservis : Gare de Creil, Gare de Montataire, Mairie de Thiverny. |                                                                      |                                                                      |                                                                      |                                                                      |                                                                      |                                                                      |                                                                      |                                                                      |
| Rubis    | Autre : - Amplitude horaire et fréquence : - du lundi au vendredi : de 5 h 55 à 8 h 40 et de 16 h 45 à 21 h 0 avec sept départs de Thiverny le matin et six départs de Creil le soir. |                                                                      |                                                                      |                                                                      |                                                                      |                                                                      |                                                                      |                                                                      |                                                                      |
| Rubis    | Dernière actualisation : — |                                                                      |                                                                      |                                                                      |                                                                      |                                                                      |                                                                      |                                                                      |                                                                      |
| Scobus   | Saint-Leu-d'Esserent – Collège Jules Vallès ⥋ Montataire – Gare SNCF | Saint-Leu-d'Esserent – Collège Jules Vallès ⥋ Montataire – Gare SNCF | Saint-Leu-d'Esserent – Collège Jules Vallès ⥋ Montataire – Gare SNCF | Saint-Leu-d'Esserent – Collège Jules Vallès ⥋ Montataire – Gare SNCF | Saint-Leu-d'Esserent – Collège Jules Vallès ⥋ Montataire – Gare SNCF | Saint-Leu-d'Esserent – Collège Jules Vallès ⥋ Montataire – Gare SNCF | Saint-Leu-d'Esserent – Collège Jules Vallès ⥋ Montataire – Gare SNCF | Saint-Leu-d'Esserent – Collège Jules Vallès ⥋ Montataire – Gare SNCF | Saint-Leu-d'Esserent – Collège Jules Vallès ⥋ Montataire – Gare SNCF |
| Scobus   | Ouverture / Fermeture — / 29 août 2021 | Longueur —                                                           | Durée 30-35 min                                                      | Nb. d’arrêts 14                                                      | Matériel —                                                           | Jours de fonctionnement L, Ma, Me, J, V                              | Jour / Soir / Nuit / Fêtes O / N / N / N                             | Voy. / an —                                                          | Exploitant —                                                         |
| Scobus   | Desserte : - Communes : Saint-Leu-d'Esserent – Thiverny – Montataire - Principaux lieux desservis : Collège Jules Vallès, Complexe sportif Pascal Grousset, Centre-ville de Saint-Leu-d'Esserent, Mairie de Saint-Leu-d'Esserent, Église prieurale de Saint-Leu-d'Esserent, Parc Jacques Duclos, ArcelorMittal Montataire Petit-Thérain, Zone industrielle des Bas Prés, Cimetière de Thiverny, Mairie de Thiverny, Gare de Montataire. |                                                                      |                                                                      |                                                                      |                                                                      |                                                                      |                                                                      |                                                                      |                                                                      |
| Scobus   | Autre : - Amplitude horaire et fréquence : - du lundi au vendredi : de 7 h 25 à 17 h 15 avec un départ de Montataire et deux départs de Saint-Leu-d'Esserent. |                                                                      |                                                                      |                                                                      |                                                                      |                                                                      |                                                                      |                                                                      |                                                                      |
| Scobus   | Dernière actualisation : — |                                                                      |                                                                      |                                                                      |                                                                      |                                                                      |                                                                      |                                                                      |                                                                      |

#### Lignes Resago
| Ligne | Caractéristiques | Caractéristiques                                               | Caractéristiques                                               | Caractéristiques                                               | Caractéristiques                                               | Caractéristiques                                               | Caractéristiques                                               | Caractéristiques                                               | Caractéristiques                                               |
| R1    | Resago 1 | Resago 1                                                       | Resago 1                                                       | Resago 1                                                       | Resago 1                                                       | Resago 1                                                       | Resago 1                                                       | Resago 1                                                       | Resago 1                                                       |
| R1    | Creil – Gare SNCF ⥋ Villers-Saint-Paul – Z.I. Les Prés Roseaux | Creil – Gare SNCF ⥋ Villers-Saint-Paul – Z.I. Les Prés Roseaux | Creil – Gare SNCF ⥋ Villers-Saint-Paul – Z.I. Les Prés Roseaux | Creil – Gare SNCF ⥋ Villers-Saint-Paul – Z.I. Les Prés Roseaux | Creil – Gare SNCF ⥋ Villers-Saint-Paul – Z.I. Les Prés Roseaux | Creil – Gare SNCF ⥋ Villers-Saint-Paul – Z.I. Les Prés Roseaux | Creil – Gare SNCF ⥋ Villers-Saint-Paul – Z.I. Les Prés Roseaux | Creil – Gare SNCF ⥋ Villers-Saint-Paul – Z.I. Les Prés Roseaux | Creil – Gare SNCF ⥋ Villers-Saint-Paul – Z.I. Les Prés Roseaux |
| ----- | --- | -------------------------------------------------------------- | -------------------------------------------------------------- | -------------------------------------------------------------- | -------------------------------------------------------------- | -------------------------------------------------------------- | -------------------------------------------------------------- | -------------------------------------------------------------- | -------------------------------------------------------------- |
| R1    | Ouverture / Fermeture 2 avril 2012 / 29 août 2021 | Longueur —                                                     | Durée 5-15 min                                                 | Nb. d’arrêts 11                                                | Matériel —                                                     | Jours de fonctionnement L, Ma, Me, J, V                        | Jour / Soir / Nuit / Fêtes O / N / N / N                       | Voy. / an —                                                    | Dépôt —                                                        |
| R1    | Desserte : - Communes : Creil – Nogent-sur-Oise – Villers-Saint-Paul - Gares desservies : Creil et Villers-Saint-Paul |                                                                |                                                                |                                                                |                                                                |                                                                |                                                                |                                                                |                                                                |
| R1    | Autre : - Amplitude horaire : La ligne fonctionne du lundi au vendredi de 7 h 35 à 10 h puis de 16 h 15 à 18 h 30. - Particularités : Il existe des services entre Creil – Gare SNCF et Somasco le matin vers Creil et le soir dans le sens inverse.                             |                                                                |                                                                |                                                                |                                                                |                                                                |                                                                |                                                                |                                                                |
| R1    | Dernière actualisation : — |                                                                |                                                                |                                                                |                                                                |                                                                |                                                                |                                                                |                                                                |
| R2    | Creil – Gare SNCF ⥋ Verneuil-en-Halatte – Parc Alata | Creil – Gare SNCF ⥋ Verneuil-en-Halatte – Parc Alata           | Creil – Gare SNCF ⥋ Verneuil-en-Halatte – Parc Alata           | Creil – Gare SNCF ⥋ Verneuil-en-Halatte – Parc Alata           | Creil – Gare SNCF ⥋ Verneuil-en-Halatte – Parc Alata           | Creil – Gare SNCF ⥋ Verneuil-en-Halatte – Parc Alata           | Creil – Gare SNCF ⥋ Verneuil-en-Halatte – Parc Alata           | Creil – Gare SNCF ⥋ Verneuil-en-Halatte – Parc Alata           | Creil – Gare SNCF ⥋ Verneuil-en-Halatte – Parc Alata           |
| R2    | Ouverture / Fermeture 2 avril 2012 / 2017 | Longueur —                                                     | Durée 10-15 min                                                | Nb. d’arrêts 10                                                | Matériel —                                                     | Jours de fonctionnement L, Ma, Me, J, V                        | Jour / Soir / Nuit / Fêtes O / N / N / N                       | Voy. / an —                                                    | Dépôt —                                                        |
| R2    | Desserte : - Communes : Creil – Verneuil-en-Halatte - Gare desservie : Creil |                                                                |                                                                |                                                                |                                                                |                                                                |                                                                |                                                                |                                                                |
| R2    | Autre : - Amplitude horaire : La ligne fonctionne du lundi au vendredi de 7 h 20 à 9 h 30 puis de 16 h 5 à 18 h 25. - Particularités : Il existe des services entre Creil – Gare SNCF et Chapelle de Vaux le matin vers la gare de Creil et le soir dans le sens inverse.        |                                                                |                                                                |                                                                |                                                                |                                                                |                                                                |                                                                |                                                                |
| R2    | Dernière actualisation : — |                                                                |                                                                |                                                                |                                                                |                                                                |                                                                |                                                                |                                                                |
| R3    | Creil – Gare SNCF ⥋ Saint-Vaast-lès-Mello – Salle des fêtes | Creil – Gare SNCF ⥋ Saint-Vaast-lès-Mello – Salle des fêtes    | Creil – Gare SNCF ⥋ Saint-Vaast-lès-Mello – Salle des fêtes    | Creil – Gare SNCF ⥋ Saint-Vaast-lès-Mello – Salle des fêtes    | Creil – Gare SNCF ⥋ Saint-Vaast-lès-Mello – Salle des fêtes    | Creil – Gare SNCF ⥋ Saint-Vaast-lès-Mello – Salle des fêtes    | Creil – Gare SNCF ⥋ Saint-Vaast-lès-Mello – Salle des fêtes    | Creil – Gare SNCF ⥋ Saint-Vaast-lès-Mello – Salle des fêtes    | Creil – Gare SNCF ⥋ Saint-Vaast-lès-Mello – Salle des fêtes    |
| R3    | Ouverture / Fermeture 2 avril 2012 / 29 août 2021 | Longueur —                                                     | Durée 15-35 min                                                | Nb. d’arrêts 10                                                | Matériel —                                                     | Jours de fonctionnement L, Ma, Me, J, V, S, D                  | Jour / Soir / Nuit / Fêtes O / N / N / O                       | Voy. / an —                                                    | Dépôt —                                                        |
| R3    | Desserte : - Communes : Creil – Montataire – Saint-Vaast-lès-Mello - Gare desservie : Creil |                                                                |                                                                |                                                                |                                                                |                                                                |                                                                |                                                                |                                                                |
| R3    | Autre : - Amplitude horaire : La ligne fonctionne du lundi au dimanche et fêtes de 5 h 40 à 20 h 20. - Particularités : Les arrêts Mairie, Collège et Lycée Malraux sont desservis du lundi au vendredi en période scolaire aux heures d'entrée et de sortie de l'établissement. |                                                                |                                                                |                                                                |                                                                |                                                                |                                                                |                                                                |                                                                |
| R3    | Dernière actualisation : — |                                                                |                                                                |                                                                |                                                                |                                                                |                                                                |                                                                |                                                                |

#### Lignes Flexo
| Ligne   | Caractéristiques | Caractéristiques                                          | Caractéristiques                                          | Caractéristiques                                          | Caractéristiques                                          | Caractéristiques                                          | Caractéristiques                                          | Caractéristiques                                          | Caractéristiques                                          |
| Flexo 1 | Flexo 1 | Flexo 1                                                   | Flexo 1                                                   | Flexo 1                                                   | Flexo 1                                                   | Flexo 1                                                   | Flexo 1                                                   | Flexo 1                                                   | Flexo 1                                                   |
| Flexo 1 | Creil – Gare SNCF ⥋ Nogent-sur-Oise et Montataire | Creil – Gare SNCF ⥋ Nogent-sur-Oise et Montataire         | Creil – Gare SNCF ⥋ Nogent-sur-Oise et Montataire         | Creil – Gare SNCF ⥋ Nogent-sur-Oise et Montataire         | Creil – Gare SNCF ⥋ Nogent-sur-Oise et Montataire         | Creil – Gare SNCF ⥋ Nogent-sur-Oise et Montataire         | Creil – Gare SNCF ⥋ Nogent-sur-Oise et Montataire         | Creil – Gare SNCF ⥋ Nogent-sur-Oise et Montataire         | Creil – Gare SNCF ⥋ Nogent-sur-Oise et Montataire         |
| ------- | --- | --------------------------------------------------------- | --------------------------------------------------------- | --------------------------------------------------------- | --------------------------------------------------------- | --------------------------------------------------------- | --------------------------------------------------------- | --------------------------------------------------------- | --------------------------------------------------------- |
| Flexo 1 | Ouverture / Fermeture 2 avril 2012 / 29 août 2021 | Longueur —                                                | Durée —                                                   | Nb. d’arrêts —                                            | Matériel —                                                | Jours de fonctionnement L, Ma, Me, J, V, S, D             | Jour / Soir / Nuit / Fêtes N / O / N / O                  | Voy. / an —                                               | Exploitant RD Creil                                       |
| Flexo 1 | Desserte : - Communes : Creil – Nogent-sur-Oise – Montataire - Gare desservie : Creil |                                                           |                                                           |                                                           |                                                           |                                                           |                                                           |                                                           |                                                           |
| Flexo 1 | Autre : - Amplitude horaire : La ligne effectue du lundi au samedi deux départs à la gare de Creil à 21 h 7 et à 21 h 50, et les dimanches et fêtes à 19 h et à 20 h 20. - Desserte : La ligne a pour vocation de desservir Montataire en desservant les mêmes arrêts que la ligne A. |                                                           |                                                           |                                                           |                                                           |                                                           |                                                           |                                                           |                                                           |
| Flexo 1 | Dernière actualisation : — |                                                           |                                                           |                                                           |                                                           |                                                           |                                                           |                                                           |                                                           |
| Flexo 2 | Creil – Gare SNCF ⥋ Creil – Hôpital | Creil – Gare SNCF ⥋ Creil – Hôpital                       | Creil – Gare SNCF ⥋ Creil – Hôpital                       | Creil – Gare SNCF ⥋ Creil – Hôpital                       | Creil – Gare SNCF ⥋ Creil – Hôpital                       | Creil – Gare SNCF ⥋ Creil – Hôpital                       | Creil – Gare SNCF ⥋ Creil – Hôpital                       | Creil – Gare SNCF ⥋ Creil – Hôpital                       | Creil – Gare SNCF ⥋ Creil – Hôpital                       |
| Flexo 2 | Ouverture / Fermeture 2 avril 2012 / 29 août 2021 | Longueur —                                                | Durée —                                                   | Nb. d’arrêts —                                            | Matériel —                                                | Jours de fonctionnement L, Ma, Me, J, V, S, D             | Jour / Soir / Nuit / Fêtes N / O / N / O                  | Voy. / an —                                               | Exploitant RD Creil                                       |
| Flexo 2 | Desserte : - Commune : Creil - Gare desservie : Creil |                                                           |                                                           |                                                           |                                                           |                                                           |                                                           |                                                           |                                                           |
| Flexo 2 | Autre : - Amplitude horaire : - La ligne effectue du lundi au samedi deux départs à la gare de Creil à 21 h 7 et à 21 h 50, et les dimanches et fêtes à 19 h et à 20 h 20. - La ligne effectue également deux départs de Hôpital à 19 h 23 et 20 h 43 en empruntant l'itinéraire de la ligne B. - Desserte : La ligne a pour vocation de desservir les quartiers du Plateau Rouher, des Cavées et du Moulin à Vent. |                                                           |                                                           |                                                           |                                                           |                                                           |                                                           |                                                           |                                                           |
| Flexo 2 | Dernière actualisation : — |                                                           |                                                           |                                                           |                                                           |                                                           |                                                           |                                                           |                                                           |
| Flexo 3 | Creil – Gare SNCF ⥋ Nogent-sur-Oise et Villers-Saint-Paul | Creil – Gare SNCF ⥋ Nogent-sur-Oise et Villers-Saint-Paul | Creil – Gare SNCF ⥋ Nogent-sur-Oise et Villers-Saint-Paul | Creil – Gare SNCF ⥋ Nogent-sur-Oise et Villers-Saint-Paul | Creil – Gare SNCF ⥋ Nogent-sur-Oise et Villers-Saint-Paul | Creil – Gare SNCF ⥋ Nogent-sur-Oise et Villers-Saint-Paul | Creil – Gare SNCF ⥋ Nogent-sur-Oise et Villers-Saint-Paul | Creil – Gare SNCF ⥋ Nogent-sur-Oise et Villers-Saint-Paul | Creil – Gare SNCF ⥋ Nogent-sur-Oise et Villers-Saint-Paul |
| Flexo 3 | Ouverture / Fermeture 2 avril 2012 / 29 août 2021 | Longueur —                                                | Durée —                                                   | Nb. d’arrêts —                                            | Matériel —                                                | Jours de fonctionnement L, Ma, Me, J, V, S, D             | Jour / Soir / Nuit / Fêtes O / N / N / O                  | Voy. / an —                                               | Exploitant RD Creil                                       |
| Flexo 3 | Desserte : - Communes : Creil – Nogent-sur-Oise – Villers-Saint-Paul - Gare desservie : Creil |                                                           |                                                           |                                                           |                                                           |                                                           |                                                           |                                                           |                                                           |
| Flexo 3 | Autre : - Amplitude horaire : La ligne effectue du lundi au samedi deux départs à la gare de Creil à 21 h et à 21 h 50, et les dimanches et fêtes à 19 h et à 20 h. - Desserte : La ligne a pour vocation de desservir Villers-Saint-Paul et l'est de Nogent-sur-Oise. |                                                           |                                                           |                                                           |                                                           |                                                           |                                                           |                                                           |                                                           |
| Flexo 3 | Dernière actualisation : — |                                                           |                                                           |                                                           |                                                           |                                                           |                                                           |                                                           |                                                           |

#### Lignes scolaires
| Ligne   | Caractéristiques | Caractéristiques | Caractéristiques | Caractéristiques | Caractéristiques | Caractéristiques | Caractéristiques | Caractéristiques | Caractéristiques |
| 8       | Montataire – Lycée Malraux ⥋ Creil – Moulin à vent                                                                                       | Montataire – Lycée Malraux ⥋ Creil – Moulin à vent                                                                                     | Montataire – Lycée Malraux ⥋ Creil – Moulin à vent                                                                                     | Montataire – Lycée Malraux ⥋ Creil – Moulin à vent                                                                                     | Montataire – Lycée Malraux ⥋ Creil – Moulin à vent                                                                                     | Montataire – Lycée Malraux ⥋ Creil – Moulin à vent                                                                                     | Montataire – Lycée Malraux ⥋ Creil – Moulin à vent                                                                                     | Montataire – Lycée Malraux ⥋ Creil – Moulin à vent                                                                                     | Montataire – Lycée Malraux ⥋ Creil – Moulin à vent                                                                                     |
| ------- | --- | --- | --- | --- | --- | --- | --- | --- | --- |
| 8       | Ouverture / Fermeture — / 29 août 2021                                                                                                   | Longueur — | Durée 20 min | Nb. d’arrêts 14 | Matériel — | Jours de fonctionnement L, Ma, Me, J, V                                                                                                | Jour / Soir / Nuit / Fêtes O / N / N / N                                                                                               | Voy. / an — | Dépôt — |
| 8       | Desserte : - Communes : Creil – Montataire                                                                                               | | | | | | | | |
| 8       | Autre : - Amplitude horaire : La ligne fonctionne du lundi au vendredi en période scolaire de 7 h 30 à 7 h 50 puis de 17 h 30 à 17 h 50. | | | | | | | | |
| 8       | Dernière actualisation : — | | | | | | | | |
| 8B      | Montataire – Mairie – Place de la Mairie (le matin) / Montataire – Mairie – Guy Môquet (le soir) ⥋ Nogent-sur-Oise – Lycée Marie Curie   | Montataire – Mairie – Place de la Mairie (le matin) / Montataire – Mairie – Guy Môquet (le soir) ⥋ Nogent-sur-Oise – Lycée Marie Curie | Montataire – Mairie – Place de la Mairie (le matin) / Montataire – Mairie – Guy Môquet (le soir) ⥋ Nogent-sur-Oise – Lycée Marie Curie | Montataire – Mairie – Place de la Mairie (le matin) / Montataire – Mairie – Guy Môquet (le soir) ⥋ Nogent-sur-Oise – Lycée Marie Curie | Montataire – Mairie – Place de la Mairie (le matin) / Montataire – Mairie – Guy Môquet (le soir) ⥋ Nogent-sur-Oise – Lycée Marie Curie | Montataire – Mairie – Place de la Mairie (le matin) / Montataire – Mairie – Guy Môquet (le soir) ⥋ Nogent-sur-Oise – Lycée Marie Curie | Montataire – Mairie – Place de la Mairie (le matin) / Montataire – Mairie – Guy Môquet (le soir) ⥋ Nogent-sur-Oise – Lycée Marie Curie | Montataire – Mairie – Place de la Mairie (le matin) / Montataire – Mairie – Guy Môquet (le soir) ⥋ Nogent-sur-Oise – Lycée Marie Curie | Montataire – Mairie – Place de la Mairie (le matin) / Montataire – Mairie – Guy Môquet (le soir) ⥋ Nogent-sur-Oise – Lycée Marie Curie |
| 8B      | Ouverture / Fermeture — / 29 août 2021                                                                                                   | Longueur — | Durée 15-20 min | Nb. d’arrêts 19 | Matériel — | Jours de fonctionnement L, Ma, Me, J, V                                                                                                | Jour / Soir / Nuit / Fêtes O / N / N / N                                                                                               | Voy. / an — | Dépôt — |
| 8B      | Desserte : - Communes : Montataire – Nogent-sur-Oise                                                                                     | | | | | | | | |
| 8B      | Autre : - Amplitude horaire : La ligne fonctionne du lundi au vendredi en période scolaire de 7 h 20 à 7 h 35 puis de 18 h 5 à 18 h 25.  | | | | | | | | |
| 8B      | Dernière actualisation : — | | | | | | | | |
| Express | Montataire – Lycée Malraux ⥋ Villers-Saint-Paul – Z.I. Villers                                                                           | Montataire – Lycée Malraux ⥋ Villers-Saint-Paul – Z.I. Villers                                                                         | Montataire – Lycée Malraux ⥋ Villers-Saint-Paul – Z.I. Villers                                                                         | Montataire – Lycée Malraux ⥋ Villers-Saint-Paul – Z.I. Villers                                                                         | Montataire – Lycée Malraux ⥋ Villers-Saint-Paul – Z.I. Villers                                                                         | Montataire – Lycée Malraux ⥋ Villers-Saint-Paul – Z.I. Villers                                                                         | Montataire – Lycée Malraux ⥋ Villers-Saint-Paul – Z.I. Villers                                                                         | Montataire – Lycée Malraux ⥋ Villers-Saint-Paul – Z.I. Villers                                                                         | Montataire – Lycée Malraux ⥋ Villers-Saint-Paul – Z.I. Villers                                                                         |
| Express | Ouverture / Fermeture — / 29 août 2021                                                                                                   | Longueur — | Durée 25-35 min | Nb. d’arrêts 16 | Matériel — | Jours de fonctionnement L, Ma, Me, J, V                                                                                                | Jour / Soir / Nuit / Fêtes O / N / N / N                                                                                               | Voy. / an — | Dépôt — |
| Express | Desserte : - Communes : Montataire – Nogent-sur-Oise – Villers-Saint-Paul                                                                | | | | | | | | |
| Express | Autre : - Amplitude horaire : La ligne fonctionne du lundi au vendredi en période scolaire de 7 h 15 à 7 h 50 puis de 17 h 15 à 18 h 45. | | | | | | | | |
| Express | Dernière actualisation : — | | | | | | | | |
| EMC     | Express Marie Curie | Express Marie Curie | Express Marie Curie | Express Marie Curie | Express Marie Curie | Express Marie Curie | Express Marie Curie | Express Marie Curie | Express Marie Curie |
| EMC     | Nogent-sur-Oise – Lycée Marie Curie ⥋ Villers-Saint-Paul – Z.I. Villers                                                                  | | | | | | | | |
| EMC     | Ouverture / Fermeture — / 29 août 2021                                                                                                   | Longueur — | Durée 20 min | Nb. d’arrêts 13 | Matériel — | Jours de fonctionnement L, Ma, Me, J, V                                                                                                | Jour / Soir / Nuit / Fêtes O / N / N / N                                                                                               | Voy. / an — | Dépôt — |
| EMC     | Desserte : - Communes : Nogent-sur-Oise – Villers-Saint-Paul                                                                             | | | | | | | | |
| EMC     | Autre : - Amplitude horaire : La ligne fonctionne du lundi au vendredi en période scolaire de 7 h 15 à 7 h 35 puis de 18 h 5 à 18 h 25.  | | | | | | | | |
| EMC     | Dernière actualisation : — | | | | | | | | |

## Exploitation

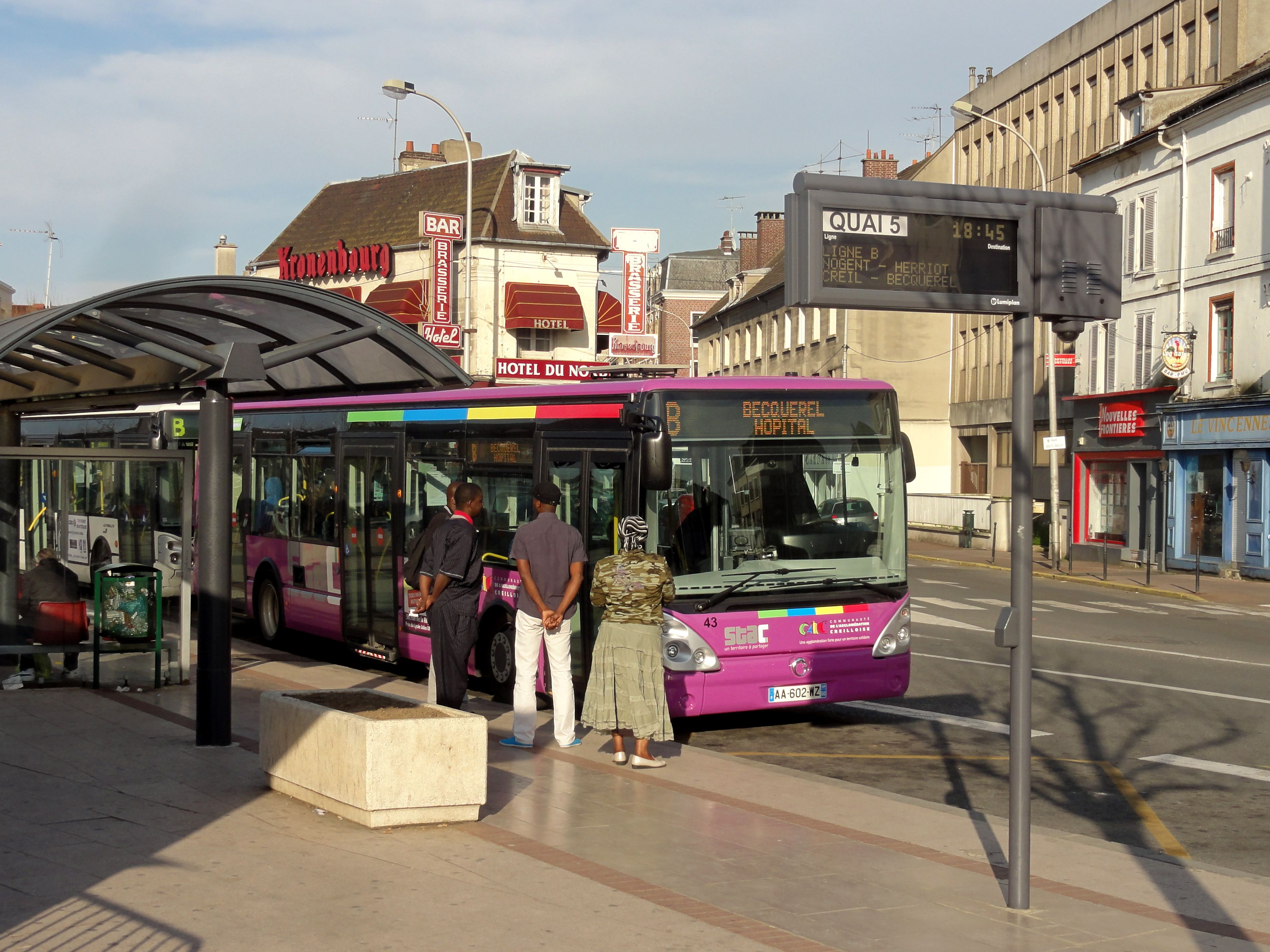
Le Citelis 12 no 43 sur la ligne B à la gare de Creil

### Amplitude horaire
Les bus circulent du lundi au samedi 5 h 0 à 22 h 40 et les dimanches et jours fériés de 8 h 45 à 21 h 20. Il n'y a aucun service le 1er mai.

### Entreprise exploitante
Jusqu'en 2008, le réseau était exploité par une société détenue par les Transports Evrard et les Autobus Routiers de l'Oise (ARO).
Le réseau était exploité de 2008 à septembre 2019 par la société Keolis Creil agglo, filiale du groupe Keolis, sous le régime de la délégation de service public. En 2012, les quatre communes de la CAC étaient desservies par cinq lignes régulières numérotées A à E, trois lignes scolaires, trois lignes de soirée « Flexo » et trois lignes à la demande « Résago ». Les trente-et-un bus de la STAC transportent alors 22 000 voyageurs par jour et parcourent 1,3 million de km par an.
En juillet 2019, le réseau de l'ACSO dessert plus de 86 000 habitants au sein des 11 communes du territoire. Il compte 10 lignes de bus, 11 circuits scolaires et du Transport à la demande (TAD).
Une nouvelle délégation de service public a été attribuée par la communauté d'agglomération Creil Sud Oise (qui a succédé à la CAC en 2017) en juillet 2019 à RATP Dev et sa filiale RD Creil à compter de septembre 2019 et pour 7 ans, moyennant une participation de l'intercommunalité de 40 millions d'euros.

### Dépôt
Les véhicules du réseau sont remisés dans le dépôt de Villers-Saint-Paul, situé dans la zone industrielle du Marais Sec, rue du pont de la Brèche Sud. Le dépôt a également pour mission d'assurer l'entretien préventif et curatif du matériel. L'entretien curatif ou correctif a lieu quand une panne ou un dysfonctionnement est signalé par un conducteur.

### Sous-traitance
Jusqu'en 2008, les services sous-traités étaient confiés aux Transports Evrard et aux ARO. Entre 2008 et septembre 2019, les services sous-traités étaient confiées à la société Keolis Evrard (anciennement Transports Evrard). Depuis septembre 2019 et l'exploitation du réseau par RATP Dev, la sous-traitance a été confiée à une nouvelle filiale du groupe : la Compagnie Francilienne du Transport et de la Mobilité (CFTM). Cette société dispose d'un dépôt situé à Montataire.

### Parc de véhicules
Le réseau de bus AXO est doté d'un parc de véhicules composé de voitures, minibus, autobus standards, articulés et autocars interurbains:

#### Voitures et Minibus
| Constructeur  | Modèle           | Nombre d'unités | Numéros de parc | Période de mise en service         | Affectation(s)          | Remarque(s)                                                                                    |
| ------------- | ---------------- | --------------- | --------------- | ---------------------------------- | ----------------------- | ---------------------------------------------------------------------------------------------- |
| Citroën       | Jumper I         | 1               | N4              | Depuis Janvier 2010                | AXO+1 AXO+2 AXO+3 AXO+4 | —                                                                                              |
| Citroën       | Jumper II TPMR   | 1               | N53             | Depuis Mars 2015                   | AXO+1 AXO+2 AXO+3 AXO+4 | Véhicule exploité en sous-traitance par la CFTM depuis le 1er septembre 2019                   |
| Mercedes-Benz | eVito Tourer     | 1               | 65              | Depuis Décembre 2020               | AXO+1 AXO+2 AXO+3 AXO+4 | Véhicule exploité en sous-traitance par la CFTM depuis le 1er septembre 2021                   |
| Mercedes-Benz | Sprinter City 35 | 1               | 168             | Depuis Décembre 2009               | AXO+1 AXO+2 AXO+3 AXO+4 | Véhicule exploité en sous-traitance par la CFTM depuis le 1er septembre 2021                   |
| Mercedes-Benz | Vito III Tourer  | 2               | 52, 64          | Entre Octobre 2020 et Janvier 2022 | AXO+1 AXO+2 AXO+3 AXO+4 | Véhicules exploités en sous-traitance par la CFTM depuis les 1er mars 2021 et 1er janvier 2022 |
| Renault       | Clio IV          | 2               | N1-N2           | Depuis Juin 2014                   | AXO+1 AXO+2 AXO+3 AXO+4 | Véhicules exploités en sous-traitance par la CFTM depuis le 1er janvier 2022                   |
| Volkswagen    | Transporter      | 1               | 69              | Depuis Août 2019                   | AXO+1 AXO+2 AXO+3 AXO+4 | Véhicule exploité en sous-traitance par la CFTM depuis le 1er septembre 2021                   |

#### Autobus standards
| Constructeur  | Modèle                         | Nombre d'unités | Numéros de parc                           | Période de mise en service        | Affectation(s)                                   | Remarque(s) |
| ------------- | ------------------------------ | --------------- | ----------------------------------------- | --------------------------------- | ------------------------------------------------ | --- |
| Heuliez       | GX 327                         | 4               | 200-202, 208                              | Depuis Décembre 2008              | A B C1 C2 D Express Alata F S1 S2 S3 S4 S5 S6 S7 | Ex-STIVO depuis le 1er janvier 2019. 200-201 et 208 : Véhicules exploités en sous-traitance par la CFTM depuis les 1er janvier 2019 et 1er août 2021 |
| Heuliez       | GX 337                         | 1               | 62                                        | Depuis Mars 2019                  | A B C1 C2 D                                      | Ex-Keolis Creil Agglo depuis le 1er septembre 2019 |
| Heuliez       | GX 337 Hybrid                  | 2               | 59, 61                                    | Entre Mars 2017 et Novembre 2018  | A B C1 C2 D                                      | Ex-Keolis Creil Agglo depuis le 1er septembre 2019 |
| Irisbus       | Agora S                        | 1               | 34                                        | Depuis Mai 2004                   | A B C1 C2 D                                      | Série en cours de réforme |
| Irisbus       | Citelis 12                     | 19              | 13, 36-39, 41-49, 52, 206-207, 906, 12907 | Entre Novembre 2005 et Avril 2013 | A B C1 C2 D Express Alata F S1 S2 S3 S4 S5 S6 S7 | 13 : Ex-STU Vierzon depuis le 1er avril 2025 36-39, 41-49, 52 : Ex-Keolis Creil Agglo depuis le 1er septembre 2019 206 : Ex-Keolis Épinal depuis le 1er juin 2021 (exploité en sous-traitance par la CFTM) 207, 906, 12907 : Ex-STIVO depuis le 1er août 2021 (207 exploité en sous-traitance par la CFTM) |
| Iveco Bus     | Urbanway 12                    | 5               | 54-56, 63-64                              | Entre Septembre 2015 et Mai 2020  | A B C1 C2 D                                      | 54-56 : Ex-Keolis Creil Agglo depuis le 1er septembre 2019 |
| MAN           | Lion's City 12                 | 4               | 72-75                                     | Depuis Mars 2024                  | A B C1 C2 D                                      | — |
| MAN           | Lion's City 12 EfficientHybrid | 2               | 69, 71                                    | Depuis Juin 2022                  | A B C1 C2 D                                      | — |
| Mercedes-Benz | Citaro Facelift                | 1               | 209                                       | Depuis Juin 2010                  | Express Alata F S1 S2 S3 S4 S5 S6 S7             | Ex-Transports Daniel Meyer depuis le 1er juin 2022 |

#### Autobus articulés
| Constructeur | Modèle                         | Nombre d'unités | Numéros de parc | Période de mise en service        | Affectation(s) | Remarque(s)                                                                                  |
| ------------ | ------------------------------ | --------------- | --------------- | --------------------------------- | -------------- | -------------------------------------------------------------------------------------------- |
| Irisbus      | Citelis 18                     | 5               | 24-27, 53       | Entre Novembre 2008 et Avril 2013 | A B C1 C2 D    | 24-27 : Ex-STIVO depuis 2019 et 2020 53 : Ex-Keolis Creil Agglo depuis le 1er septembre 2019 |
| Iveco Bus    | Urbanway 18                    | 1               | 57              | Depuis Octobre 2015               | A B C1 C2 D    | Ex-Keolis Creil Agglo depuis le 1er septembre 2019                                           |
| MAN          | Lion's City 18 EfficientHybrid | 4               | 65-68           | Depuis Octobre 2021               | A B C1 C2 D    | —                                                                                            |
| MAN          | Lion's City G A23              | 1               | 58              | Depuis Juin 2017                  | A B C1 C2 D    | Ex-Keolis Creil Agglo depuis le 1er septembre 2019                                           |

#### Autocars interurbains
| Constructeur | Modèle           | Nombre d'unités | Numéros de parc | Période de mise en service | Affectation(s) | Remarque(s)                                                                    |
| ------------ | ---------------- | --------------- | --------------- | -------------------------- | -------------- | ------------------------------------------------------------------------------ |
| Irisbus      | Crossway LE Line | 2               | 900-901         | Depuis Mai 2012            | D F S3         | Véhicules exploités en sous-traitance par la CFTM depuis le 1er septembre 2021 |
| Irisbus      | Evadys H         | 1               | 509             | Depuis Novembre 2010       | S1             | Véhicule exploité en sous-traitance par la CFTM depuis le 1er septembre 2021   |

## Tarification et financement

### Tarification
Le réseau dispose d'une gamme tarifaire comprenant des tickets unitaires et des abonnements.
| Titre                | Tarif                    | Public                     | Description | Support(s)                       |
| -------------------- | ------------------------ | -------------------------- | --- | -------------------------------- |
| Ticket unitaire      | 1,30 €                   | Tout public                | Valable 1 heure sur l'ensemble du réseau, correspondances comprises.                                                                                              | Ticket papier                    |
| Carnet de 10 tickets | 10 €                     | Tout public                | Carnet de 10 tickets unitaires valables 1 heure sur l'ensemble du réseau, correspondances comprises.                                                              | Billet sans-contact rechargeable |
| Pass mensuel         | 10 €                     | Moins de 26 ans            | Voyages illimités sur le réseau durant un mois. | Carte Pass Pass                  |
| Pass mensuel         | 20 €                     | De 26 ans à 59 ans         | Voyages illimités sur le réseau durant un mois. | Carte Pass Pass                  |
| Pass mensuel         | 15 €                     | 60 ans et plus             | Voyages illimités sur le réseau durant un mois. | Carte Pass Pass                  |
| Pack Liberté         | 0,50 € par trajet        | Moins de 26 ans            | Voyages illimités sur le réseau durant un mois. Paiement des trajets le mois suivant. Tarif plafonné au prix d'un abonnement mensuel.                             | Carte Pass Pass                  |
| Pack Liberté         | 1 € par trajet           | De 26 ans à 59 ans         | Voyages illimités sur le réseau durant un mois. Paiement des trajets le mois suivant. Tarif plafonné au prix d'un abonnement mensuel.                             | Carte Pass Pass                  |
| Pack Liberté         | 0,75 € par trajet        | 60 ans et plus             | Voyages illimités sur le réseau durant un mois. Paiement des trajets le mois suivant. Tarif plafonné au prix d'un abonnement mensuel.                             | Carte Pass Pass                  |
| Pass scolaire annuel | 20 € de frais de dossier | Élèves résidents de l'ACSO | Voyages illimités sur le réseau entre le 1er septembre et le 31 août. Titre réservé aux élèves résidents de l'ACSO et scolarisés de la maternelle à l'université. | Carte Pass Pass                  |

## Identité visuelle

Logo de Keolis Creil agglo